# ファビオ・フォニーニ
ファビオ・フォニーニ（Fabio Fognini, イタリア語発音: [ˈfaːbjo foɲˈɲiːni]; 1987年5月24日 - ）は、イタリア・サンレーモ出身の男子プロテニス選手。身長178cm、体重79kg。右利き、バックハンド・ストロークは両手打ち。ATPランキング自己最高位はシングルス9位、ダブルス7位。これまでにATPツアーでシングルス9勝、ダブルス8勝を挙げている。そのうちATPツアー・マスターズ1000で1勝。
2015年全豪オープン男子ダブルスで同じイタリアのシモーネ・ボレッリと組んで優勝。グランドスラム男子オープン化以降初となるイタリア人ペアでの優勝である。また、2011年全仏オープン男子シングルスで、イタリア人男子として13年ぶりのグランドスラムシングルスベスト8入りした選手でもある。
2019年モンテカルロ・マスターズでは、イタリア人男子として51年ぶりの優勝を果たした。

## 生い立ち
ビジネスマンの父フルヴィオと主婦の母シルヴァナの間に2人兄妹の長男として生まれ、4歳からテニスを始めた。
ジュニアで本格的にテニスをするまではインテルナツィオナーレ・ミラノとジェノアCFCのファンだったから当初はサッカーもプレーしていた。他にはモータースポーツであるバレンティーノ・ロッシの大ファンだったこともあり、オートバイレーシングもしていた。14歳になり、テニスに専念することを決めて以降、テニスの世界へ踏み入ることになる。

## 選手経歴

### ジュニア時代
ジュニア時代には2004年全豪オープンと2004年全仏オープンのジュニアシングルス部門で2度ベスト8に進出しており、ITFジュニア世界ランキングでも最高8位を記録する等、早くから国際的に名の知られたトップジュニアの一人となっていた。

### 2007年 トップ100入り
転向後暫くは下部大会での下積みが続いたフォニーニであったが、2007年から本格的にツアーレベルの大会に挑戦するようになり、2007年全仏オープン男子シングルスで予選を勝ち上がりグランドスラム大会初出場を果たす。1回戦では世界ランク35位のフアン・モナコと対戦、世界ランク191位のフォニーニは最初の2セットを奪う活躍を見せるも3セット目以降はモナコに逆転され、結局6-3, 6-2, 1-6, 2-6, 4-6のフルセットで惜敗した。予選を勝ち上がり出場した7月のオーストリア・オープンシングルスでは1回戦でフアン・パブロ・ブジェジツキを6-4, 6-3のストレートで破りツアーシングルス初勝利を挙げ勢いに乗ると、2回戦では第16シードのヴェルナー・エシャウアーを4-6, 6-4, 7-5のフルセットで下し、アンドレアス・セッピとの3回戦まで進出。続いて予選を勝ち上がり出場したロジャーズ・カップでも2回戦で大会13シード、シングルス世界ランク14位のアンディ・マリーを6-2, 6-2のストレートで下す番狂わせを演じ、世界ランク1位の第1シードロジャー・フェデラーとの3回戦まで進出した。この年は他にも9月のキングフィッシャー航空テニス・オープンシングルスでも2回戦に進出した他、下部ツアーのATPチャレンジャーツアーでもシングルスで3度の準優勝、ダブルスで1度の準優勝を挙げる活躍で、シングルス年度末ランクも前シーズン終了時の247位から94位まで急上昇させ、以降ツアーレベルに定着するようになる。また、シーズン後半にはスペインの元プロテニス選手オスカー・セラーノと新たにフルタイムコーチ契約を結び、以降セラーノの指導を受けるようになる。

### 2008年 チャレンジャー初優勝
シングルスではノーシードで出場した1月のモビスター・オープン1回戦で、第2シードのフアン・イグナシオ・チェラを7-6(0), 6-2のストレートで破る活躍でサンティアゴ・ベントゥーラとの準々決勝まで進出すると、続いてノーシードで出場したブラジル・オープンでは2回戦で第8シードのアルベルト・モンタニェスを7-5, 6-3のストレートで、準々決勝ではノーシードのイボ・ミナールをそれぞれ破り、初のツアーシングルス準決勝に進出。準決勝では第2シードのニコラス・アルマグロと対戦したが1-6, 1-6のストレートで完敗。6月のオレンジ・ワルシャワ・オープンでも準々決勝で第5シードのギリェルモ・カナスを7-5, 7-5のストレートで破り準決勝に進出。準決勝では世界ランク4位の第1シードニコライ・ダビデンコに挑戦したが、2-6, 3-6のストレートで敗退。第7シードで出場した7月のクロアチア・オープンでは、3回戦で前年度優勝者の第3シードカルロス・モヤを6-4, 6-3のストレートで破る活躍で2ヶ月連続のツアーベスト4に進出。準決勝では世界ランク15位の第1シードフェルナンド・ベルダスコと対戦したが、1-6, 3-6のストレートで破れた。この年は他にもノーシードで出場した8月のパイロット・ペン・テニス2回戦で、第10シードのシモーネ・ボレリを6-2, 5-7, 6-4のフルセットで破り、第7シードのアンドレアス・セッピとの3回戦まで進出した他、ツアー下部のチャレンジャーシリーズでも2優勝を記録、ダブルスでもカルロス・ベルロクと組みノーシードで出場したクロアチア・オープンで準優勝した他、フィリッポ・ボランドリと組み出場したブラジル・オープン、フアン・マルティン・デル・ポトロと組み出場した8月のカントリーワイド・クラシックでもそれぞれベスト4に進出する好成績を収めたがシーズン終盤に左膝を負傷したことにより失速、10月のリヨン・グランプリダブルス1回戦で敗退したのを最後に前シーズンよりも早くツアーを切り上げ、同月30日に左膝の手術に踏み切った。これにより前シーズン後半の獲得ポイントを防衛できなかった為シングルス年度末ランクは92位とわずかの上昇に留まったが、ダブルスでは前年末の490位から133位まで大幅に上昇した。これらの活躍により同年9月のデビスカップヨーロッパ/アフリカゾーン グループ Iプレーオフ、対ラトビア戦でイタリア代表に初選出。、シングルスナンバー2選手として初日のシングルスで起用されたが、ラトビアのシングルスナンバー1選手エルネスツ・グルビスに 6-7(2), 1-6, 1-6 のストレートで敗れた。

### 2009年 チャレンジャー3勝目

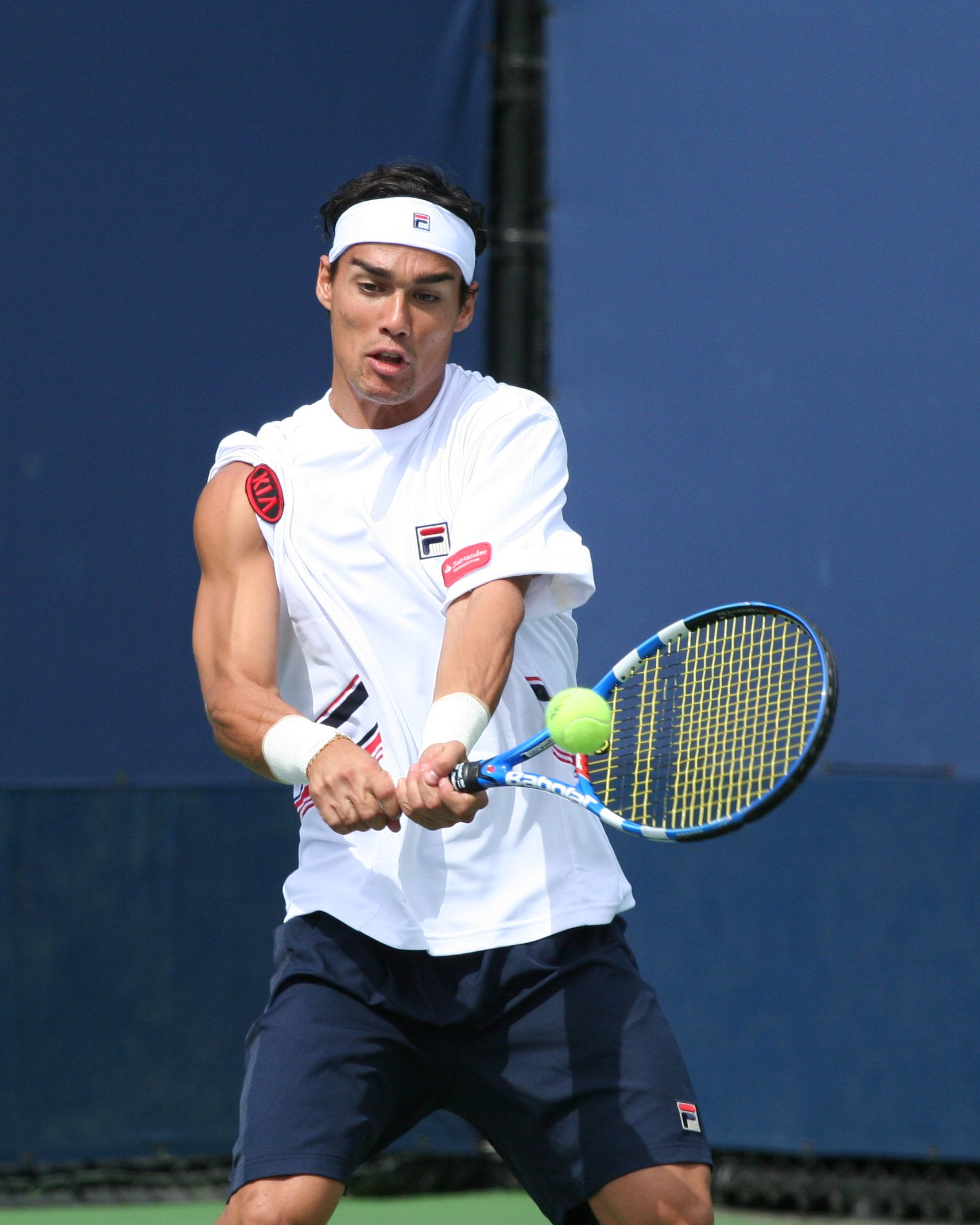
2009年全米オープンでのファビオ・フォニーニ

シーズン序盤は前年末の左膝手術の影響もあり、シングルスでは1〜2回戦負けの続く低調な滑り出しで2月から4月にかけて一時シングルストップ100から陥落する等一時スランプに陥ったが、3月末に主催者推薦で出場したチャレンジャー大会のテニス・ナポリ・カップでベスト4に進出し復調のきっかけを掴むと、予選を勝ち上がり出場した4月のモンテカルロ・マスターズ1回戦で世界ランク25位のトマーシュ・ベルディハを1-6, 6-3, 6-3の逆転で破り、2回戦では世界ランク18位の第14シードマリン・チリッチを6-2, 6-0と圧倒して3回戦に進出。3回戦では世界ランク4位で第4シードのアンディ・マリーと対戦し6-7(11), 4-6のスコアで惜敗したが、この活躍により翌週付けのシングルスランキングでトップ100に復帰。ノーシードで出場した7月のメルセデス・カップでは、1回戦で第7シードのファブリス・サントロを5-7, 7-6(3), 6-1のフルセットで破ると、2回戦ではポール＝アンリ・マチューを6-4, 4-1としたところでマチューの途中棄権で勝利。3回戦では世界ランク11位の第2シードニコライ・ダビデンコを6-1, 3-6, 7-5のフルセットで下し今シーズン初のツアーベスト4に進出。準決勝では第4シードのビクトル・ハネスクと対戦したが、3-6, 7-6(4), 2-6のフルセットで惜敗した。この年はノーシードで出場した9月のBCRルーマニア・オープンでも、2回戦で第2シードのニコラス・アルマグロを 6-4, 7-6(3)のストレートで破り、第5シードのアルベルト・モンタニェスとの準々決勝まで進出した他、マドリード・マスターズ、上海マスターズでも予選を勝ち上がり2回戦まで進出する等高グレード大会でも実績を残し、年度末ランキングも自身最高となる54位で終了した。一方、今シーズンはシングルスに注力した為ダブルスにはグランドスラム大会を中心に計7大会しか出場せず、それらの出場大会も全て1〜2回戦負けに終わった事により年度末ランキングは211位まで下降した。

### 2010年 ツアー通算50勝
シングルスではノーシードで出場した2月のブラジル・オープンでルカシュ・クボットとの準々決勝まで進出すると、5月の全仏オープン2回戦では前年ベスト4の第13シードガエル・モンフィス相手に2-6, 4-6, 7-5, 6-4, 9-7のフルセット、雨天中断による日没順延の為2日間に渡った4時間16分の大熱戦を制し、自身初のグランドスラムシングルス3回戦に進出。3回戦では第20シードのスタニスラス・ワウリンカに挑戦したが、3-6, 4-6, 1-6のストレートで敗れた。6月のウィンブルドン選手権1回戦では、世界ランク9位で第9シードのフェルナンド・ベルダスコを7-6(9), 6-2, 6-7(6), 6-4のスコアで破る活躍でジュリアン・ベネトーとの3回戦まで進出。この年はノーシードで出場した7月のドイツ国際オープンでアンドレアス・セッピとの3回戦まで進出した他、予選から出場した8月のロジャース・カップ、10月のBNPパリバ・マスターズでも本戦2回戦に進出。チャレンジャーツアーでも3大会で優勝し、ダブルスでもポティート・スタラーチェと組みノーシードで出場した2月のアビエルト・メキシコ・テルセルで準優勝する好成績を収めたが、その反面ツアーシングルス1回戦負けが前シーズンの10回から16回に増加するなど好不調の波も激しく、シングルス年度末ランキングも55位と前年とほぼ変わらずの順位で終えるに留まった。また、シーズン終盤には従来のセラーノとのコーチング契約を終了し、かつてカリム・アラミのコーチを務めたスペイン人のパブロ・マルティンと新たにフルタイムコーチ契約を結んでいる。

### 2011年 全仏ベスト8
シングルスでは第7シードで出場した2月のモビスター・オープンで順当に準々決勝まで進出すると、準々決勝では前年度優勝者の第3シードトマス・ベルッシを1-6, 6-2, 7-6(0)のフルセットで破る活躍でトミー・ロブレドとの準決勝まで進出。
ノーシードで出場した5月の全仏オープンでは1回戦でデニス・イストミンを6-4, 6-2, 6-2のストレートで、2回戦でステファン・ロベールを6-2, 6-1, 6-0のストレートでそれぞれ下し、2年連続の3回戦に進出。3回戦では第30シードのギリェルモ・ガルシア＝ロペスを4-6, 6-3, 6-3, 6-1で破ると、4回戦ではノーシードのアルベルト・モンタニェスと対戦。
互いに初のグランドスラムシングルスベスト8進出を賭けたこの一戦は両者共一歩も引かない大熱戦となり、セットカウント2-2のファイナルセットまで縺れ込んだ。このファイナルセットではモンタニェスに先にブレークされ追いかける展開となり、5-3モンタニェスのサービスゲームで2本のマッチポイントを握られる所まで追い詰められた。しかし、ここからフォニーニが追い上げを見せたが、途中自身のサービスゲームで左足を負傷した為まともに足が動かなった。それでも最後は粘るモンタニェスを振りきり、結果は4-6, 6-4, 3-6, 6-3, 11-9のフルセット、計4時間22分のロングマッチに勝利。イタリア人男子の全仏オープンシングルスベスト8進出は、1995年全仏オープンでシングルスベスト8に進出したレンツォ・フルラン以来16年振りの事であり、グランドスラム全体でも1998年ウィンブルドン選手権でベスト8に進出したダビデ・サンギネッティ以来13年振りとなる快挙であった。
しかしモンタニェスス戦終盤で痛めた左足付け根の状態では次戦を戦うことは叶わず、結局準々決勝の対ノバク・ジョコビッチ戦を棄権。イタリア人男子として1978年全仏オープンのコラド・バラズッティ以来、33年振りとなるグランドスラムシングルスベスト4進出の偉業達成はならなかった。

### 2012年 ツアー初の決勝進出

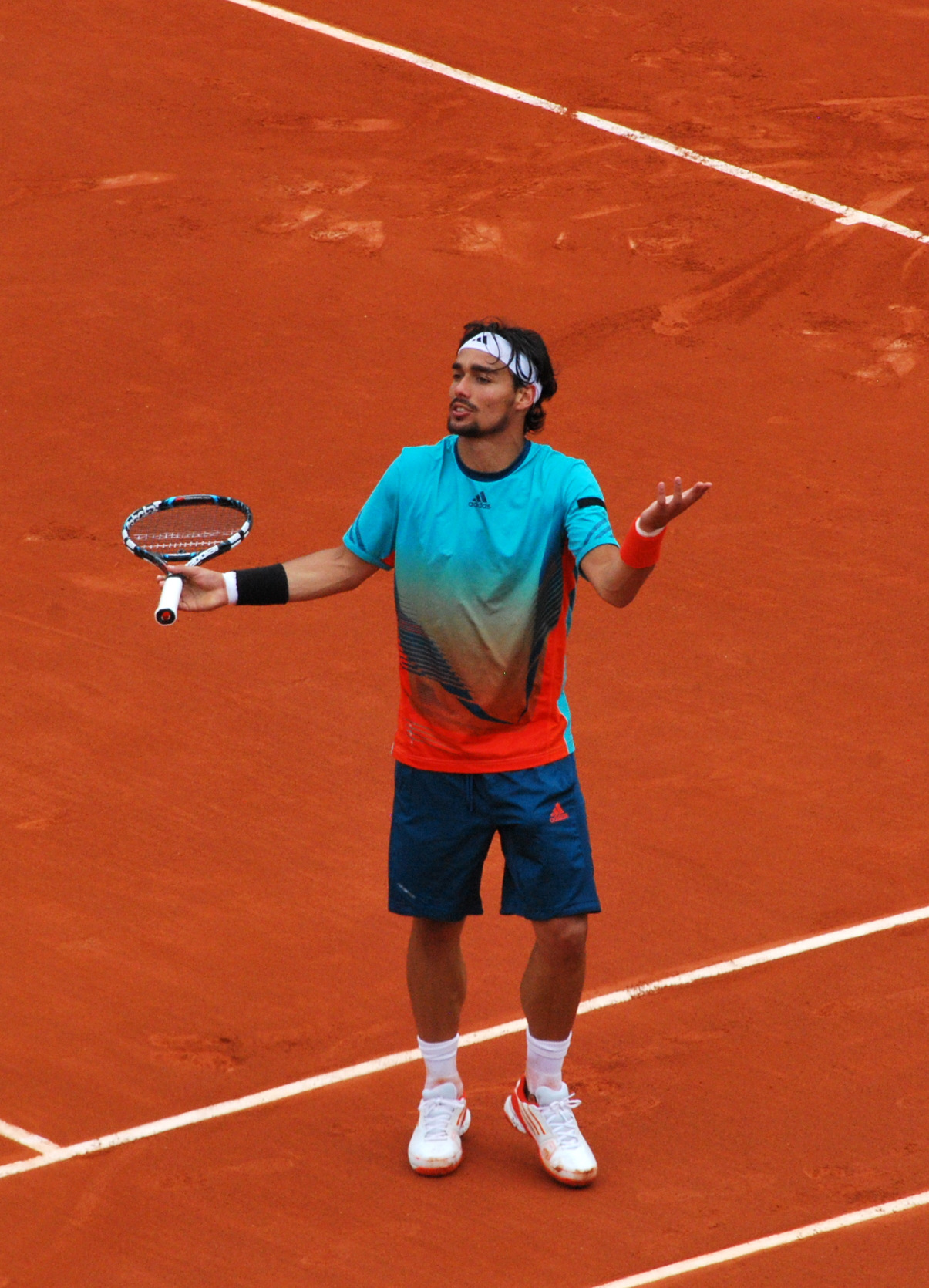
2012年全仏オープンでのファビオ・フォニーニ

2012年BRDナスターゼ・ティリアク・トロフィーで自身初のツアー決勝進出を果たすも、ジル・シモンに4–6, 3–6で敗れ、初優勝はならなかった。サンクトペテルブルク・オープン決勝でもマルティン・クリザンに敗れ、準優勝。

### 2013年 ツアー初優勝

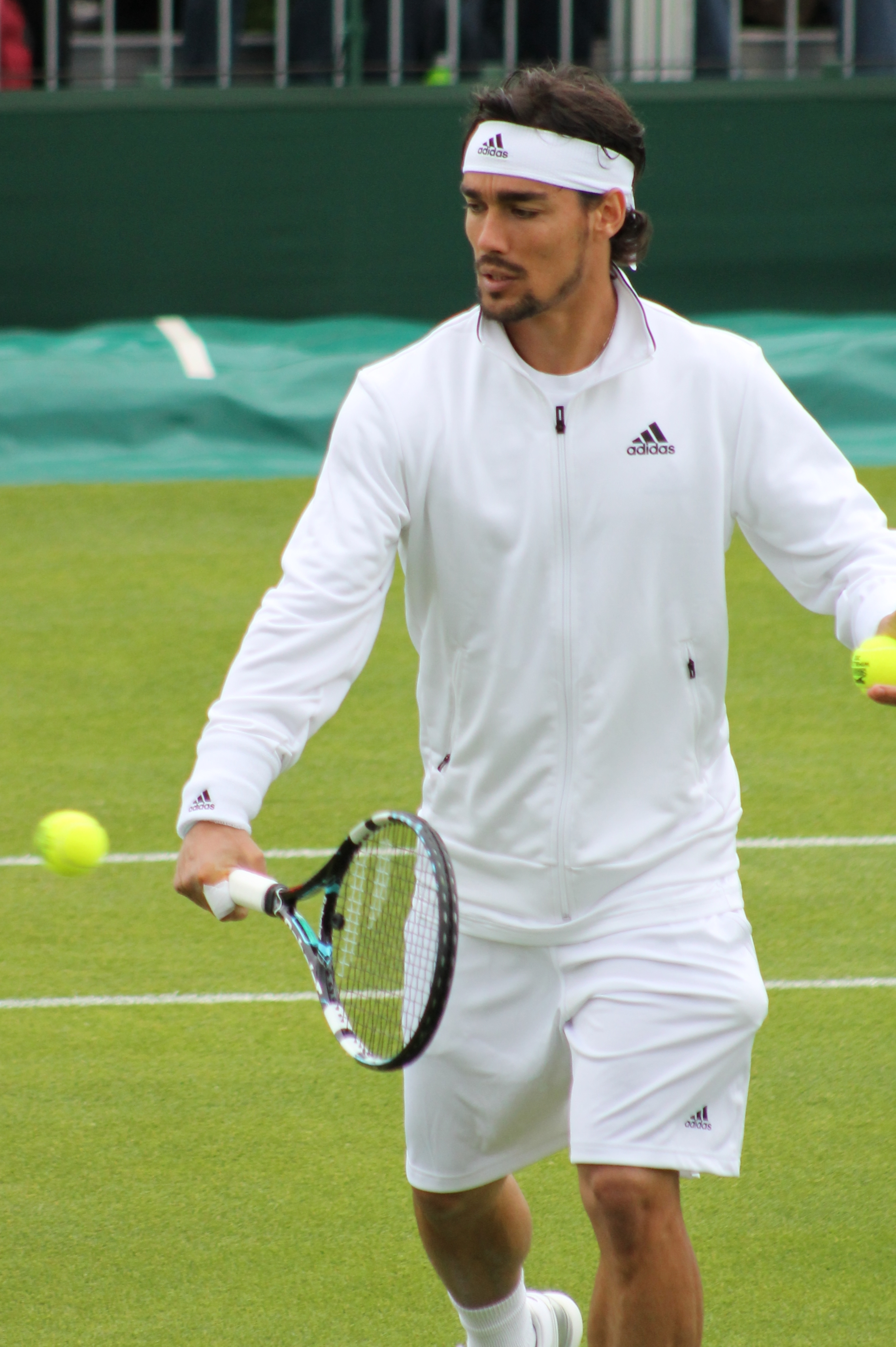
2013年ウィンブルドン選手権でのファビオ・フォニーニ

2013年4月のモンテカルロ・マスターズでは3回戦で世界ランク6位のトマーシュ・ベルディハを6–4, 6–2で、準々決勝で世界ランク9位のリシャール・ガスケを7–6(0), 6–2で破り、ベスト4進出。準決勝で世界ランク1位のノバク・ジョコビッチに2-6, 1-6で敗れた。7月のメルセデス・カップ決勝でフィリップ・コールシュライバーを5–7, 6–4, 6–4で破りATPシングルス初優勝を果たす。翌週のドイツ国際オープンでは世界ランク11位のトミー・ハースや16位のニコラス・アルマグロを破って決勝進出。決勝でフェデリコ・デルボニスに4–6, 7–6(8), 6–2で勝利し500シリーズ初優勝を果たした。年間最終ランキングは16位。飛躍の年になった。

### 2014年 ツアー3勝目

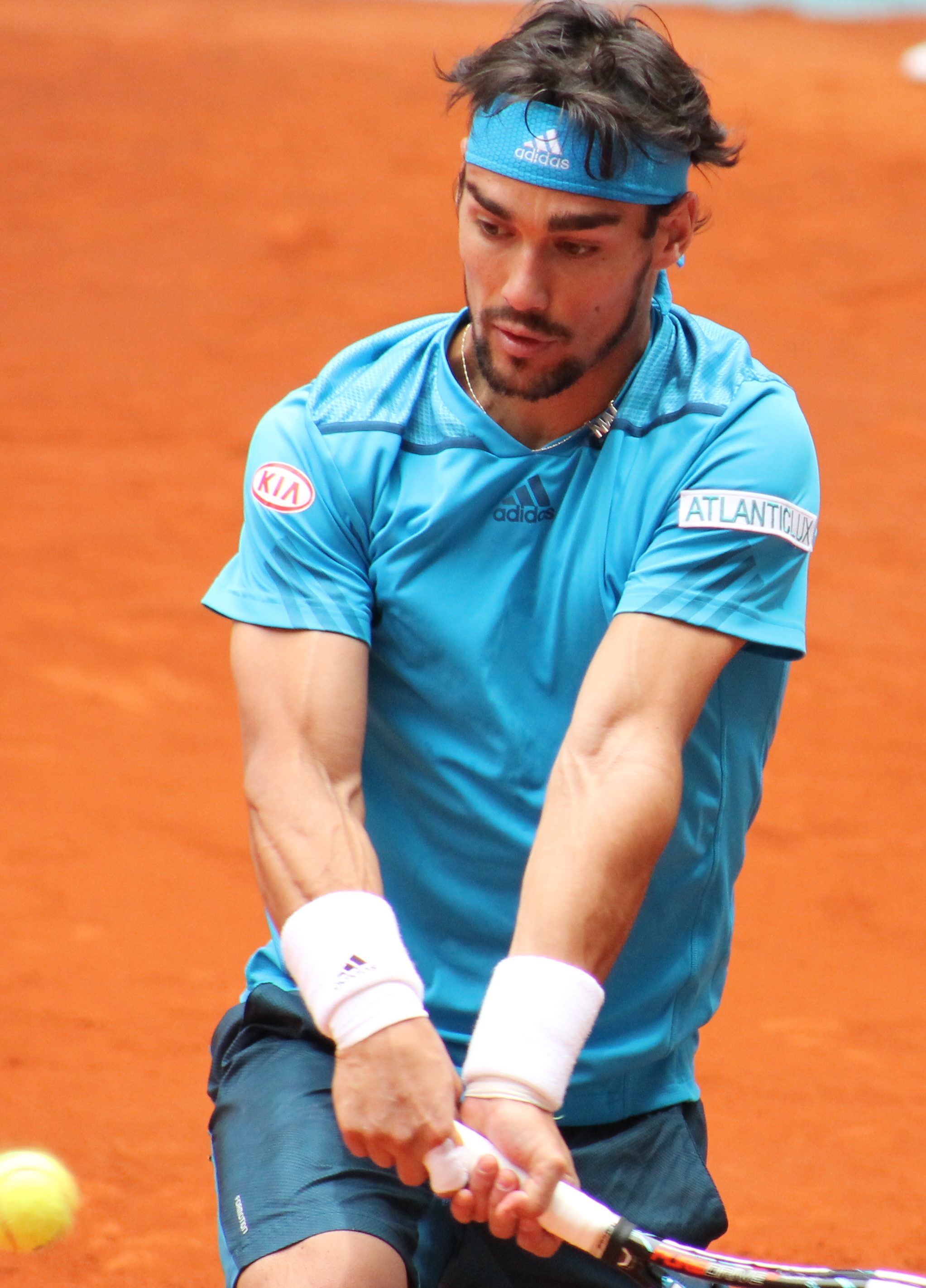
2014年マドリード・オープンでのファビオ・フォニーニ

全豪オープンは4回戦まで進出した。2月のチリ・オープンでは決勝でレオナルド・マイエルを6–4, 6–2で破り優勝。その後のアルゼンチンオープンでも決勝進出したことで、世界ランキングは自己最高の13位まで上昇した。クレーシーズンでは全仏オープンまでに19勝1敗の結果を残した。
デビスカップ2014準々決勝対イギリス戦では世界ランク8位のアンディ・マリーに6–3, 6–3, 6–4で勝利し、イタリアの準決勝進出に貢献した。

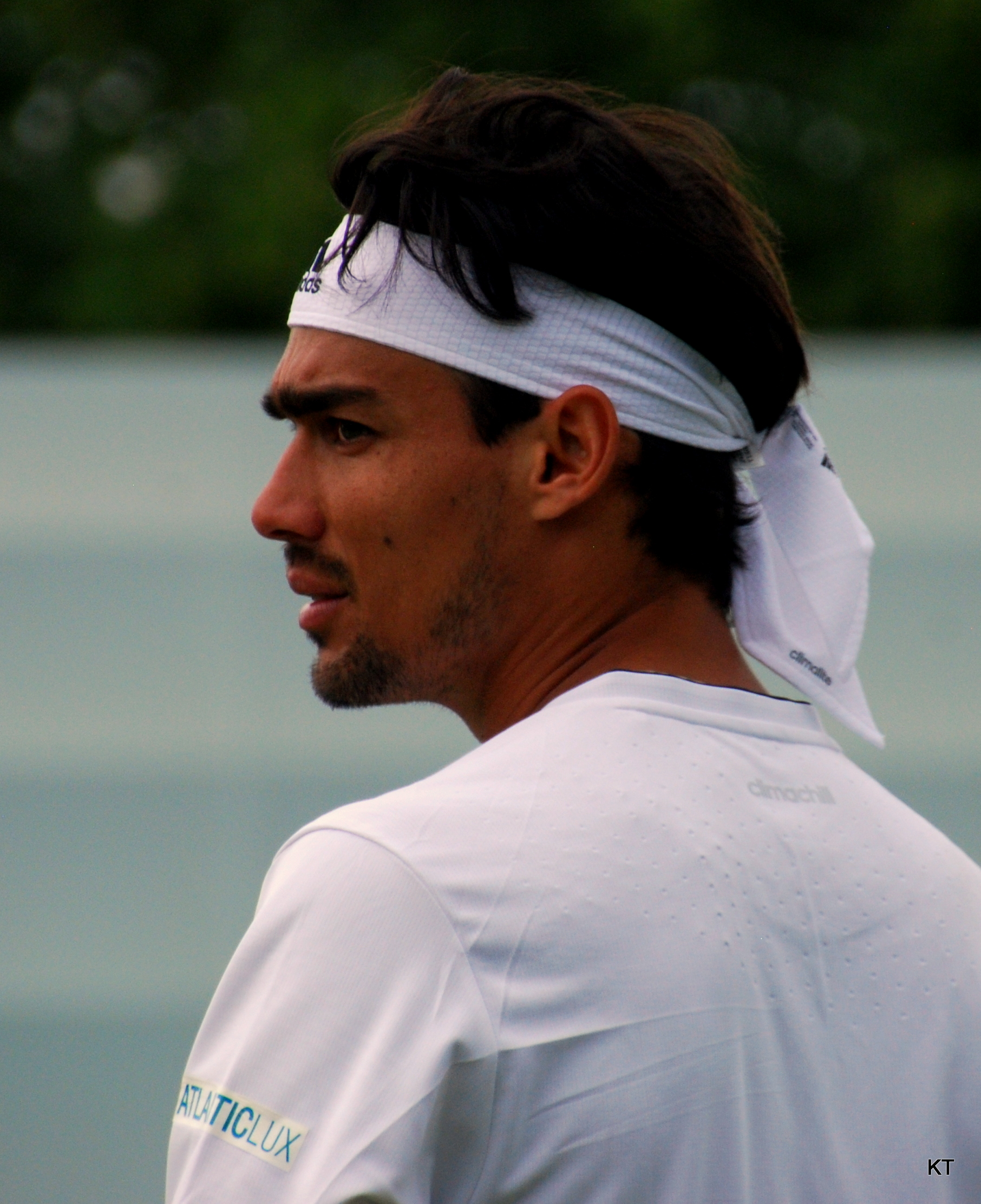
2014年ウィンブルドン選手権でのファビオ・フォニーニ

### 2015年 全豪ダブルス初優勝
2015年全豪オープン男子ダブルスにてシモーネ・ボレリとペアを組みノーシードで出場。決勝でピエール＝ユーグ・エルベール/ニコラ・マユ組を6–4, 6–4で破りグランドスラム初優勝を果たした。グランドスラム男子オープン化以降初となるイタリア人ペアでの優勝である。
リオ・オープン準決勝で世界ランク3位のラファエル・ナダルに1–6, 6–2, 7–5で勝利し決勝に進出するもダビド・フェレールに敗れ準優勝。バルセロナ・オープン3回戦にて再びラファエル・ナダルに6–4, 7–6(6)で同シーズン2度目の勝利。1シーズンで2度クレーコートでナダルに勝利したのは2011年のノバク・ジョコビッチ以来2人目。同年のドイツ国際オープンでは2度目の決勝で三度ラファエル・ナダルと対戦するも5-7, 5-7で敗れた。全米オープンでは今季4度目のラファエル・ナダルとの対戦で3-6, 4-6, 6-4, 6-3, 6-4で勝利。ナダルには今季3度目、ハードでは初めて勝利した。全米では初めて4回戦進出。4回戦ではフェリシアーノ・ロペスに敗れた。

### 2016年 ツアー4勝目

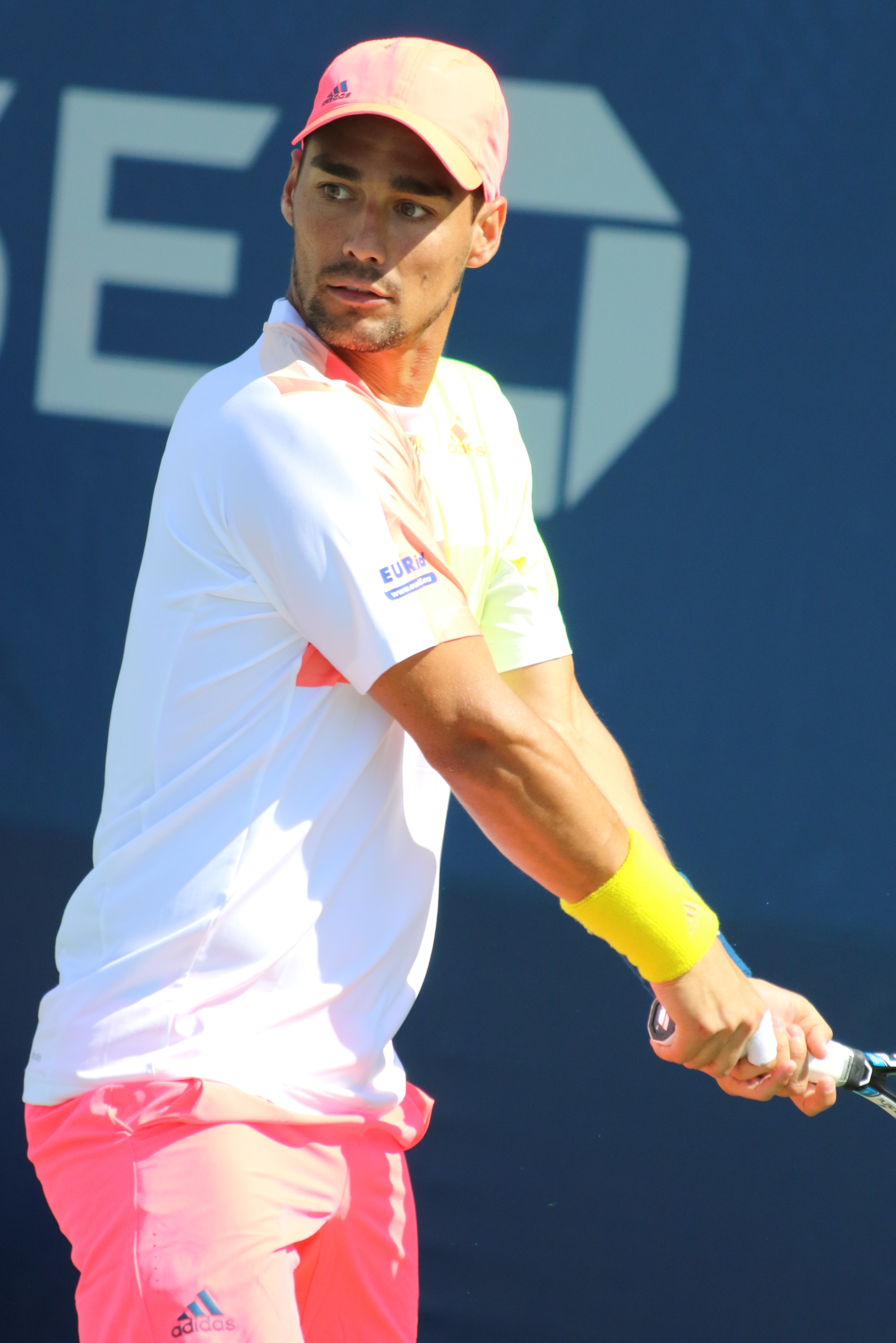
2016年全米オープンでのファビオ・フォニーニ

ASBクラシックではベスト8入り。準々決勝ではジョー＝ウィルフリード・ツォンガに敗れた。全豪オープンでは第20シードとして出場するも、1回戦でジレ・ミュラーに敗れた。その後はシングルスでもダブルスでも早期敗退が続いた。4月のバルセロナ・オープンでは準々決勝まで進んだがラファエル・ナダルに敗れた。BMWオープンではベスト4入りをするも、準決勝でフィリップ・コールシュライバーに敗れた。
マドリード・オープンでは2回戦で錦織圭に敗退。BNLイタリア国際ではギリェルモ・ガルシア＝ロペスに初戦敗退。全仏オープンでは第32シードとして出場するも、1回戦でマルセル・グラノリェルスに敗退した。ウィンブルドンでは2回戦でフェリシアーノ・ロペスに敗れたが、その後の7月に行われたクロアチア・オープン決勝でアンドレイ・マルティンを6–4, 6–1で破り、2年ぶりのツアー優勝を挙げた。
シングルスでは3回戦まで進出したが、その後当大会で優勝するアンディ・マリーに1-6, 6-2, 3-6で敗れた。ダブルスではアンドレアス・セッピと組み、ベスト8入り。混合ダブルスでもベスト8入り。
ウエスタン・アンド・サザン・オープンではジョン・イズナーに初戦敗退。全米オープンでは2回戦でダビド・フェレールに逆転負けで敗れた。クレムリン・カップでは決勝まで進出したが、決勝でパブロ・カレーニョ・ブスタに敗退した。パリ・マスターズでもカレーニョ・ブスタに敗退して、シーズン終了。年間最終ランキングは49位。

### 2017年 ツアー5勝目

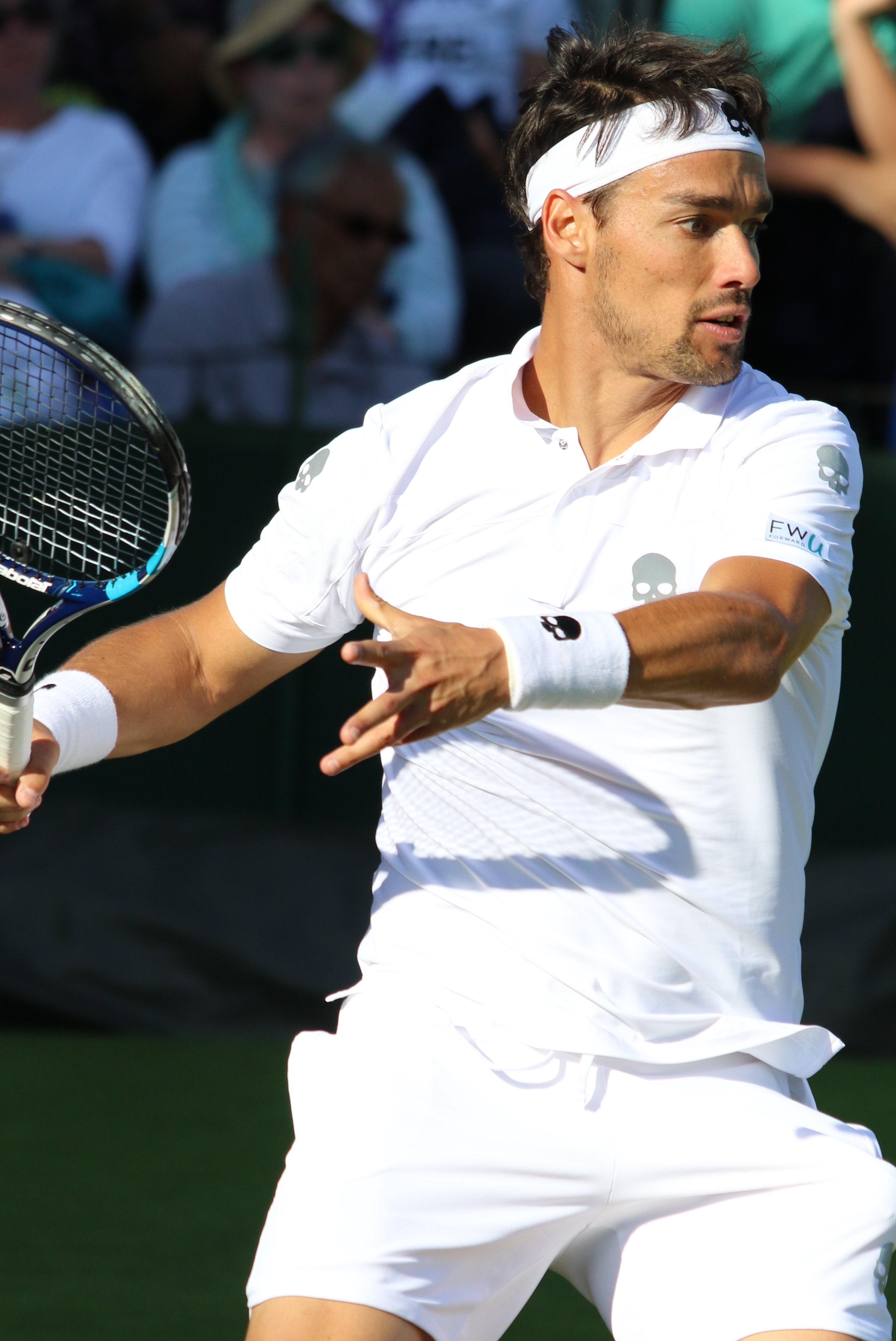
2017年ウィンブルドン選手権でのファビオ・フォニーニ

全豪オープンでは1回戦でフェリシアーノ・ロペスを7-5, 6-3, 7-5のストレートで勝利。2回戦でブノワ・ペールと対決し、6-7(3), 6-4, 3-6, 6-3, 3-6でフルセットの末に敗れた。アルゼンチン・オープンでは同胞のシモーネ・ボレッリと組み、ベスト4入り。
リオ・オープンではアルベルト・ラモス＝ビノラスに2回戦敗退。
BNPパリバ・オープンでは3回戦でパブロ・クエバスに敗れた。マイアミ・マスターズでは準々決勝で第2シードの錦織圭を6-4, 6-2で下して準決勝進出。第5シードのラファエル・ナダルに敗れるもマスターズ1000ベスト4入りを果たした。モンテカルロ・マスターズでは初戦敗退。マドリード・オープンではナダルに2回戦敗退。BNLイタリア国際では2回戦で第1シードのアンディ・マレーを6-2, 6-4のストレートで下した。3回戦ではアレクサンダー・ズベレフに3-6, 3-6で敗退。
全仏オープンでは第28シードとして出場。3回戦まで進出し、第3シードのスタン・ワウリンカに6-7(2), 0-6, 2-6のストレートで敗れた。
ウィンブルドンでも第28シードとして出場して3回戦で前年度覇者兼第1シードのアンディ・マレーに2-6, 6-4, 1-6, 5-7で敗れたが、その後のグシュタードオープンでは優勝し、ツアー5勝目を挙げた。
ウエスタン・アンド・サザン・オープンでは3回戦でドミニク・ティームに敗退した。全米オープンの1回戦でステファノ・トラヴァーリャに敗戦。試合後、女性審判に対して侮辱発言を行ったため大会追放処分の上、2万4,000ドルの罰金を科せられた。また、グランドスラム理事会からグランドスラム2大会の執行猶予付き出場停止処分と罰金9万6000ドル（約1080万円）を科された。後日、自身の暴言癖が欠点であることを自覚しており、メンタルトレーナーと訓練していた旨を発言している。
その後のサンクトペテルブルク・オープンでは決勝でダミル・ジュムールに敗れて準優勝を果たす。上海マスターズでは3回戦でラファエル・ナダルに敗れた。ストックホルム・オープンではベスト4入り。準決勝でグリゴール・ディミトロフに敗れた。エルステ・バンク・オープンではディエゴ・シュワルツマンに初戦敗退して、シーズン終了。年間最終ランキングは27位。

### 2018年 ツアー8勝目

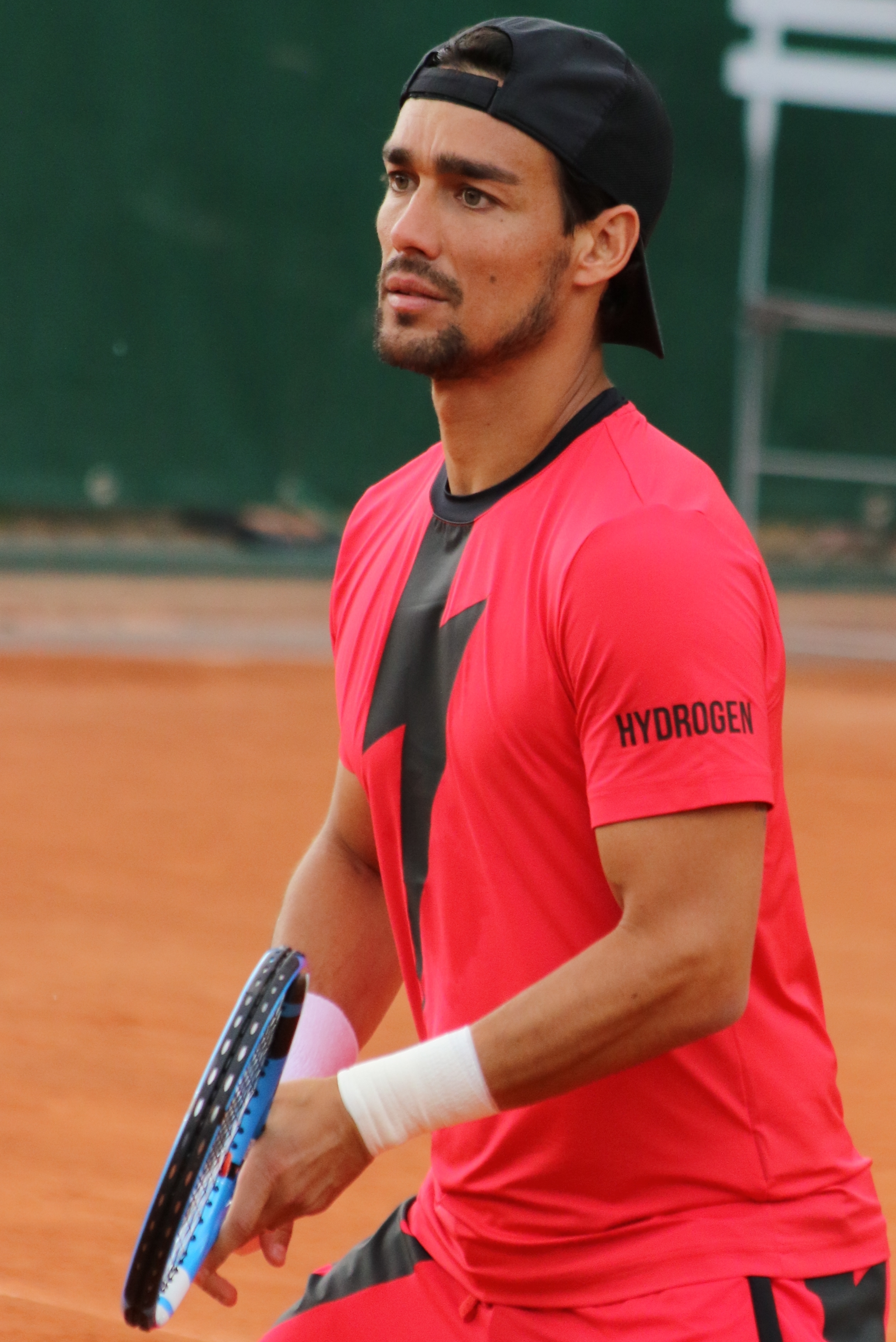
2018年全仏オープンでのファビオ・フォニーニ

全豪オープンでは第25シードとして出場。3回戦ではジュリアン・ベネトーを3-6, 6-2, 6-1, 4-6, 6-3のフルセットで下し、4回戦まで駒を進めた。4回戦では第19シードのトマーシュ・ベルディヒに1-6, 4-6, 4-6のストレートで敗れた。
デビスカップ2018ではデビスカップイタリア代表のエースとして出場。1回戦でデビスカップ日本代表と盛岡の会場で対決して、シングルスではダニエル太郎と杉田祐一を破り、ダブルスでもシモーネ・ボレッリと組み、内山靖崇/マクラクラン勉組を下す単複全勝の活躍でチームはベスト8入りに導いた。
リオ・オープンではベスト4入りして、準決勝でフェルナンド・ベルダスコに敗退するも、3月に開かれたブラジルオープンでは決勝でニコラス・ジャリーに勝利してツアー6勝目を挙げた。
BNPパリバ・オープンではジェレミー・シャルディーに初戦敗退。マイアミ・オープンでは3回戦でニック・キリオスに敗れた。モンテカルロ・マスターズでは2回戦でヤン＝レナード・ストルフに敗れた。ダブルスではシモーネ・ボレッリと組んでベスト4入りをした。
マドリード・オープンではレオナルド・マイエルに初戦敗退。BNLイタリア国際ではベスト8入り。準々決勝でラファエル・ナダルに敗退。ジュネーブ・オープンではベスト4入り。第18シードとして迎えた全仏オープンでは全豪オープンでベスト4入りしたカイル・エドマンドを6-3, 4-6, 3-6, 6-4, 6-4のフルセットで破り、4回戦まで進出して第3シードのマリン・チリッチに4-6, 1-6, 6-3, 7-6(4), 3-6のフルセットの末に敗れた。
ウィンブルドンでは初の4回戦をかけてイジー・ベセリーに挑んだが、6-7(4), 6-3, 3-6, 2-6で敗れた。しかし、その後のスウェーデンオープンの決勝ではリシャール・ガスケを破って、優勝。ツアー7勝目を挙げて、同大会のダブルスでは準優勝。

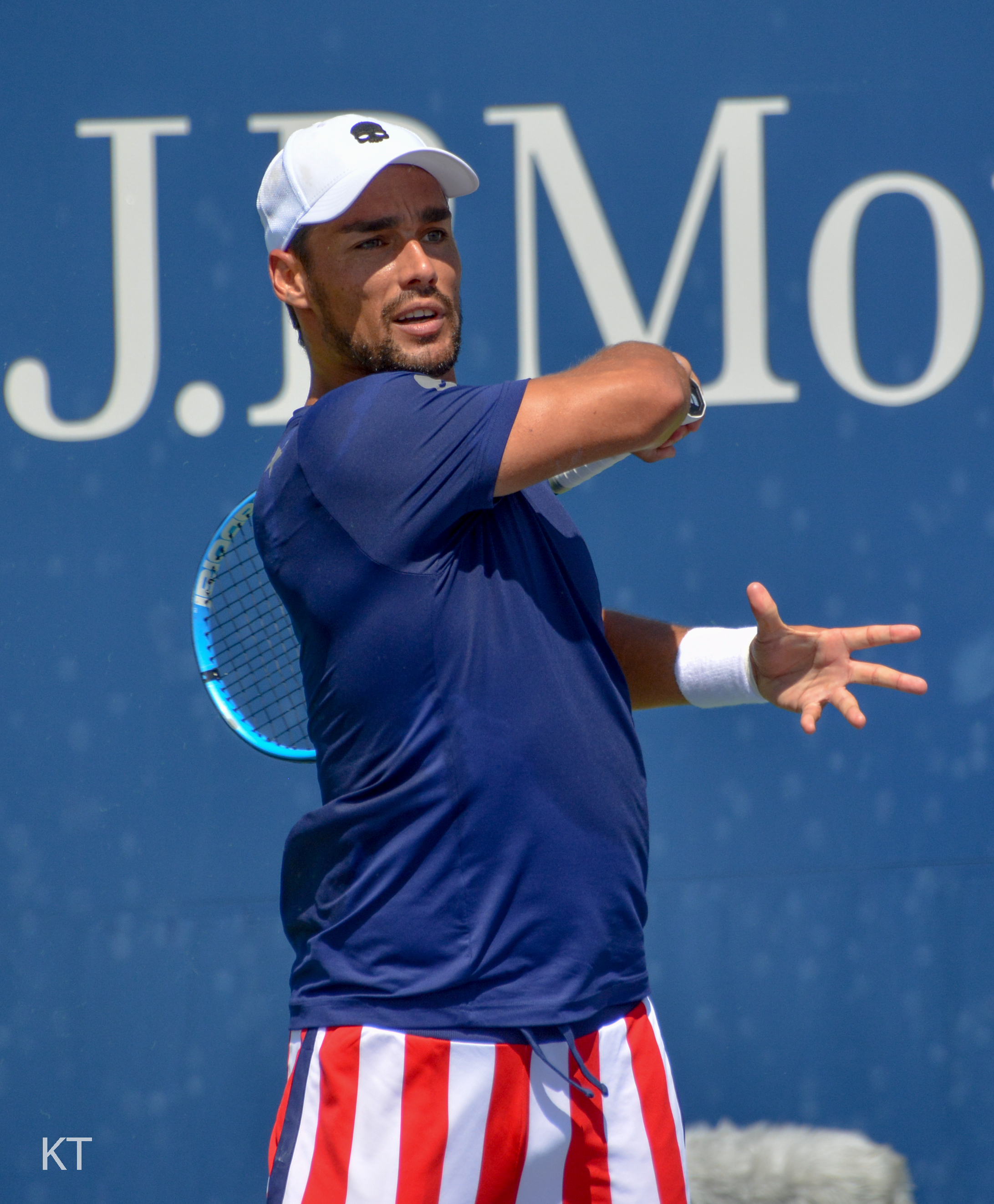
2018年全米オープンでのファビオ・フォニーニ

アビエルト・メキシコ・ロス・カボスでは決勝でフアン・マルティン・デル・ポトロを下して、ツアー8勝目を達成した。全米オープンでは第14シードとして出場。2回戦でジョン・ミルマンに1-6, 6-4, 4-6, 1-6で敗れた。9月末に開催されたサンクトペテルブルク・オープンのダブルスでは優勝を果たし、翌週の成都オープンでは決勝でバーナード・トミックに敗れて、準優勝。チャイナ・オープンとストックホルム・オープンではベスト4入り。それぞれ準決勝でフアン・マルティン・デル・ポトロとステファノス・チチパスに敗退。パリ・マスターズ3回戦進出。3回戦でロジャー・フェデラーに4-6, 3-6で敗れて、シーズン終了。年間最終ランキングは13位。

### 2019年 マスターズ初優勝 世界9位

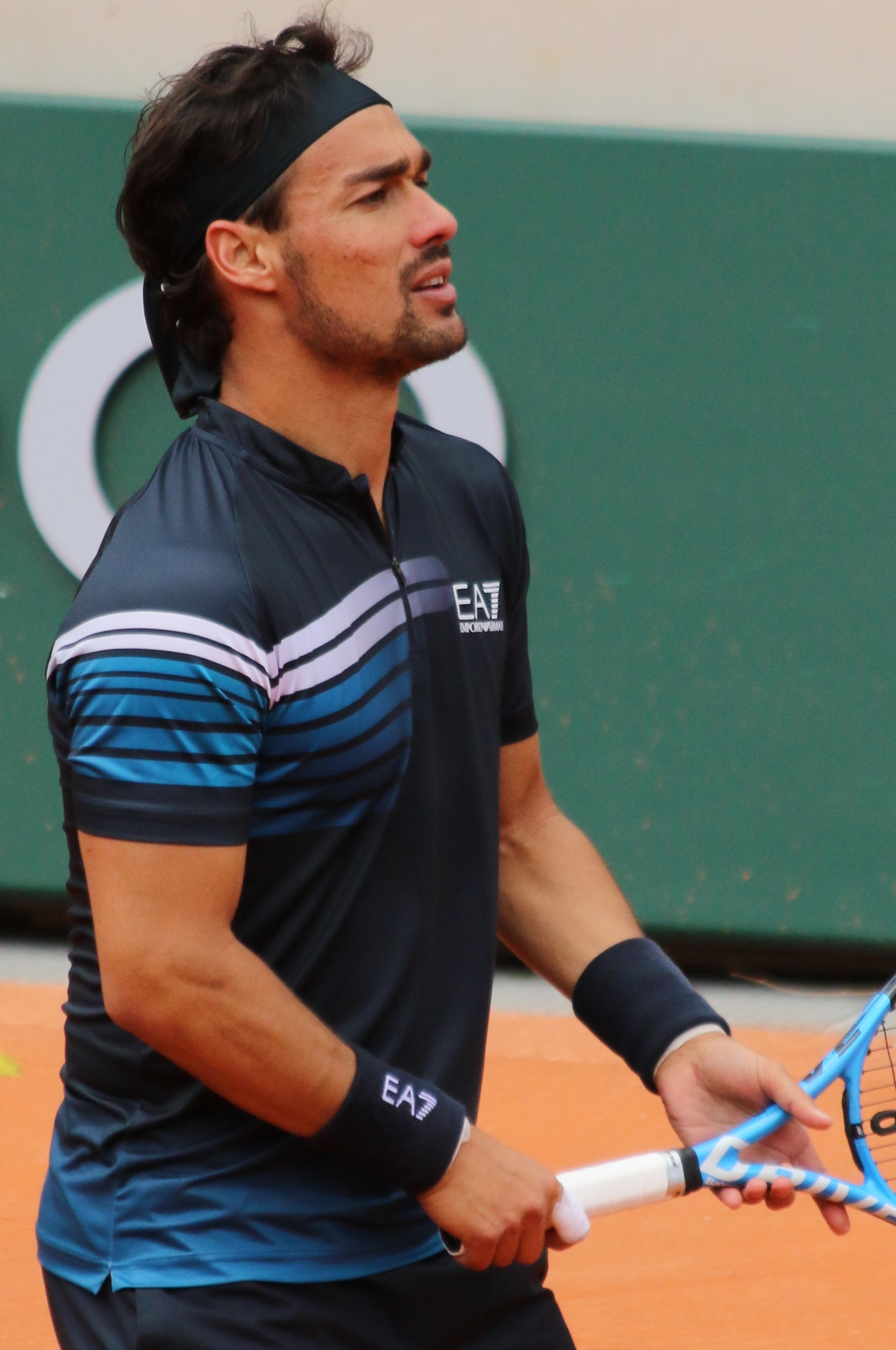
2019年全仏オープンでのファビオ・フォニーニ

年始のASBクラシックではベスト8入り。準々決勝でフィリップ・コールシュライバーに敗れた。全豪オープンでは第12シードとして出場して、3回戦で第23シードのパブロ・カレーニョ・ブスタに2-6, 4-6, 6-2, 4-6で敗れ、2月は得意のクレーコートの大会で3大会連続で初戦敗退を喫した。
BNPパリバ・オープンとマイアミ・オープンでも早期敗退。しかし、モンテカルロ・マスターズではアンドレイ・ルブレフ、アレクサンダー・ズベレフ、ボルナ・チョリッチらを下してベスト4入り。準決勝で大会3連覇中で同大会優勝11回のラファエル・ナダルに6-4, 6-2で勝利して決勝に進出した。決勝戦ではドゥシャン・ラヨビッチを6-3, 6-4で破り、ATPマスターズ1000初優勝を果たした。
マドリード・オープンでは初の3回戦進出。3回戦ではドミニク・ティームに4-6, 5-7で敗退。BNLイタリア国際では3回戦でステファノス・チチパスに敗れた。全仏オープンでは第9シードとして出場。4回戦でアレクサンダー・ズベレフに6-3, 2-6, 2-6, 6-7(5)で敗れたが、大会終了後の世界ランキングで10位となり、実質的に史上最年長となる32歳で初のトップ10入りを果たした。第12シードで迎えたウィンブルドン選手権では1回戦でフランシス・ティアフォー、2回戦でマートン・フチョビッチをフルセットで破るも、テニーズ・サンドグレンに3回戦で3-6, 6-7(12), 3-6のストレートで敗退したが、大会終了後の世界ランキングで自己最高の9位になった。

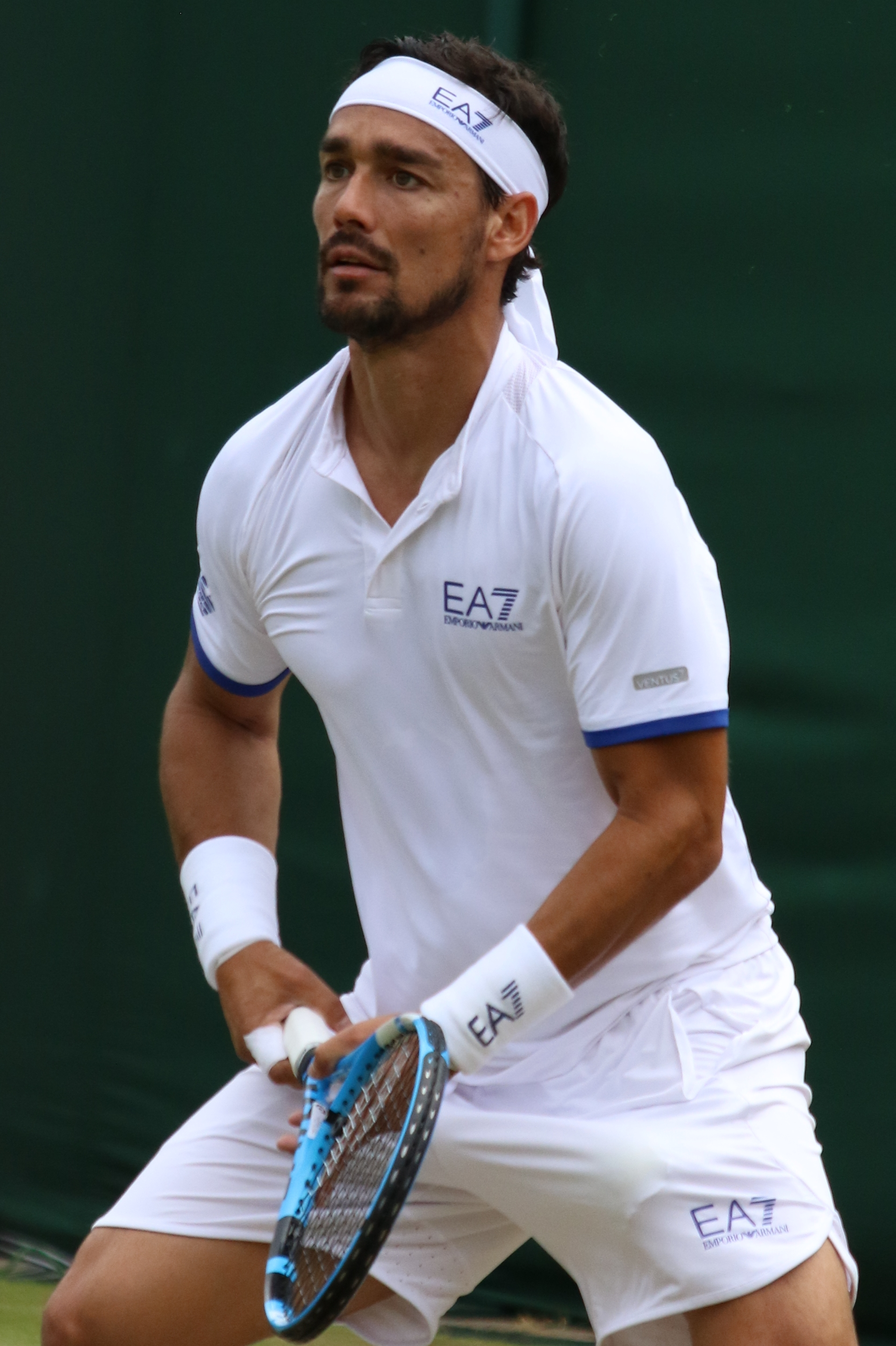
2019年ウィンブルドン選手権でのファビオ・フォニーニ

全米オープンでは第11シードとして出場したが、1回戦でライリー・オペルカに3-6, 4-6, 7-6(3), 3-6で初戦敗退。しかし、9月に開催されたレーバーカップにはヨーロッパ選抜として初参戦。シングルスでジャック・ソック1-6, 6-7(3)に敗れたが、欧州選抜の優勝に貢献した。チャイナ・オープンではベスト8入りして、カレン・ハチャノフに敗れた。翌週の上海マスターズでは2回戦でアンディ・マレーに7-6(4), 2-6, 7-6(2)のフルセットの激闘の末に勝利したが、試合終盤のマレーがボレーを打つ瞬間にフォニーニが大声を出し、妨害行為をしたとして後味の悪い試合となった。準々決勝まで進出したが、ダニール・メドベージェフに敗れた。パリ・マスターズではデニス・シャポバロフに初戦敗敗。
11月に開催したデビスカップ2019ではデビスカップイタリア代表として出場。イタリア代表はグループFに振り分けされ、カナダ代表とアメリカ代表と対決して、結果はラウンドロビン敗退で幕を閉じた。年間最終ランキングは12位。

### 2020年 怪我による治療
ATPカップにはイタリア代表として出場して、アメリカのジョン・イズナーに勝利するも、ノルウェーのキャスパー・ルードとロシアのダニール・メドベージェフに敗れ、ラウンドロビン敗退。
全豪オープンでは1回戦でライリー・オペルカと対決した。日を跨いでの試合となり、3-6, 6-7(3), 6-4, 6-3, 7-6(5)とフルセットで逆転勝利した。2回戦ではジョーダン・トンプソンと対決し、7-6(4), 6-1, 3-6, 4-6, 7-6(4)の熱戦の末に勝利した。3回戦ではギド・ペラにストレートで勝利し、4回戦まで駒を進めたが、テニーズ・サングレンに6-7(5), 5-7, 7-6(2), 4-6で敗退し、初のベスト8入りを果たせなかった。その後は新型コロナウイルス流行の影響でツアーが中断している間に両足首の手術を受けた。復帰後のローマ・マスターズでは1回戦でウゴ・アンベールに敗れた。ドイツ国際オープンでは2回戦でキャスパー・ルードに敗退。全仏オープンでは第14シードとして出場するも、1回戦でミハイル・ククシュキンに5-7, 6-3, 6-7(1), 0-6で初戦敗退。年間最終ランキングは17位。

### 2021年 ATP杯準優勝
年初のアンタルヤ・オープンでは予選勝者でマイケル・ヴルベンスキーを6-4, 7-6 (4)のストレートで破り、今季初戦を白星で飾るとともに、2回戦進出を決めた。ATPカップではデニス・ノバックを6-3, 6-2、ブノワ・ペールを6-1, 7-6(2)、パブロ・カレーニョ・ブスタに6-2, 1-6, 6-4で勝利して初の決勝進出。決勝戦はロシア代表のアンドレイ・ルブレフに1-6, 2-6で敗れて、イタリア代表の準優勝に貢献した。
全豪オープンでは1回戦でピエール＝ユーグ・エルベールと対決し、6-4, 6-2, 6-3のストレートで勝利した。2回戦では同胞のサルバトーレ・カルーソと対決し、4-6, 6-2, 2-6, 6-3, 7-6(12)のフルセットの末に辛くも3回戦進出を果たしたが、試合直後に両者は口論となり、後味の悪い結末となった。3回戦ではアレックス・デミノーに6-4, 6-3, 6-4のストレートで勝利し、4回戦まで進出。4回戦では第2シードのラファエル・ナダルと対戦し、3-6, 4-6, 2-6のストレートで敗れ、大会初のベスト8入りを果たせなかった。
マイアミ・オープンではセバスチャン・コーダに初戦敗退。2019年に優勝を遂げたモンテカルロ・マスターズではベスト8まで駒を進めたが、準々決勝ではキャスパー・ルードに4-6, 3-6のストレートで破れた。同大会のダブルスではディエゴ・シュワルツマンとペアを組み、こちらもベスト8まで進出。マドリード・オープンでは2回戦で同胞のマッテオ・ベレッティーニに敗れた。BNLイタリア国際では錦織圭に初戦敗退。全仏オープンでは3回戦でフェデリコ・デルボニスに4-6, 1-6, 3-6のストレートで敗れた。
ウィンブルドン選手権では3回戦まで進出したが、第5シードのアンドレイ・ルブレフに3-6, 7-5, 4-6, 2-6で敗れた。
東京五輪には3回戦でダニール・メドベージェフに2-6 ,6-3, 2-6で敗退。ロジャーズ・カップとウエスタン・アンド・サザン・オープンでは2回戦敗退。しかし、シンシナシティでのダブルスではエルサルバドル出身のマルセロ・アルバロとペアを組み、初のベスト4入りを果たした。
全米オープンでは1回戦でバセク・ポシュピシルに6-2, 6-3, 1-6, 3-6, 6-7(4)の2セットアップの相手の逆転で敗北。インディアンウェルズ・マスターズでは2回戦でステファノス・チチパスに敗れたが、同大会のダブルスでは同胞のロレンツォ・ソネゴとペアを組み、ベスト8まで進出。
デビスカップ2020ではヤニック・シナー、ロレンツォ・ムゼッティ、ロレンツォ・ソネゴを率いて母国イタリア代表として出場してベスト8まで進出。年間最終ランキングは37位。

### 2022年 ツアー通算400勝
シドニー国際ではダブルスで同胞のシモーネ・ボレッリと組み、準優勝。全豪オープンでは1回戦でタロン・フリークスポールに1-6, 4-6, 4-6のストレートで敗退したか、ダブルスではボレッリとベスト8入りして、準々決勝では第2シードのラジーブ・ラム/ジョー・ソールズベリー組に敗れた。アルゼンチン・オープンでもダブルスで準優勝。リオ・オープンではベスト4入りして、準決勝でカルロス・アルカラスに敗退したが、決勝でブルーノ・ソアレス/ジェイミー・マリーを破り、ダブルスでは優勝を果たし、ダブルスツアー6勝目を挙げた。マイアミ・オープンでは2回戦でニック・キリオスに敗退したが、ダブルスでは初のベスト4入りを果たした。

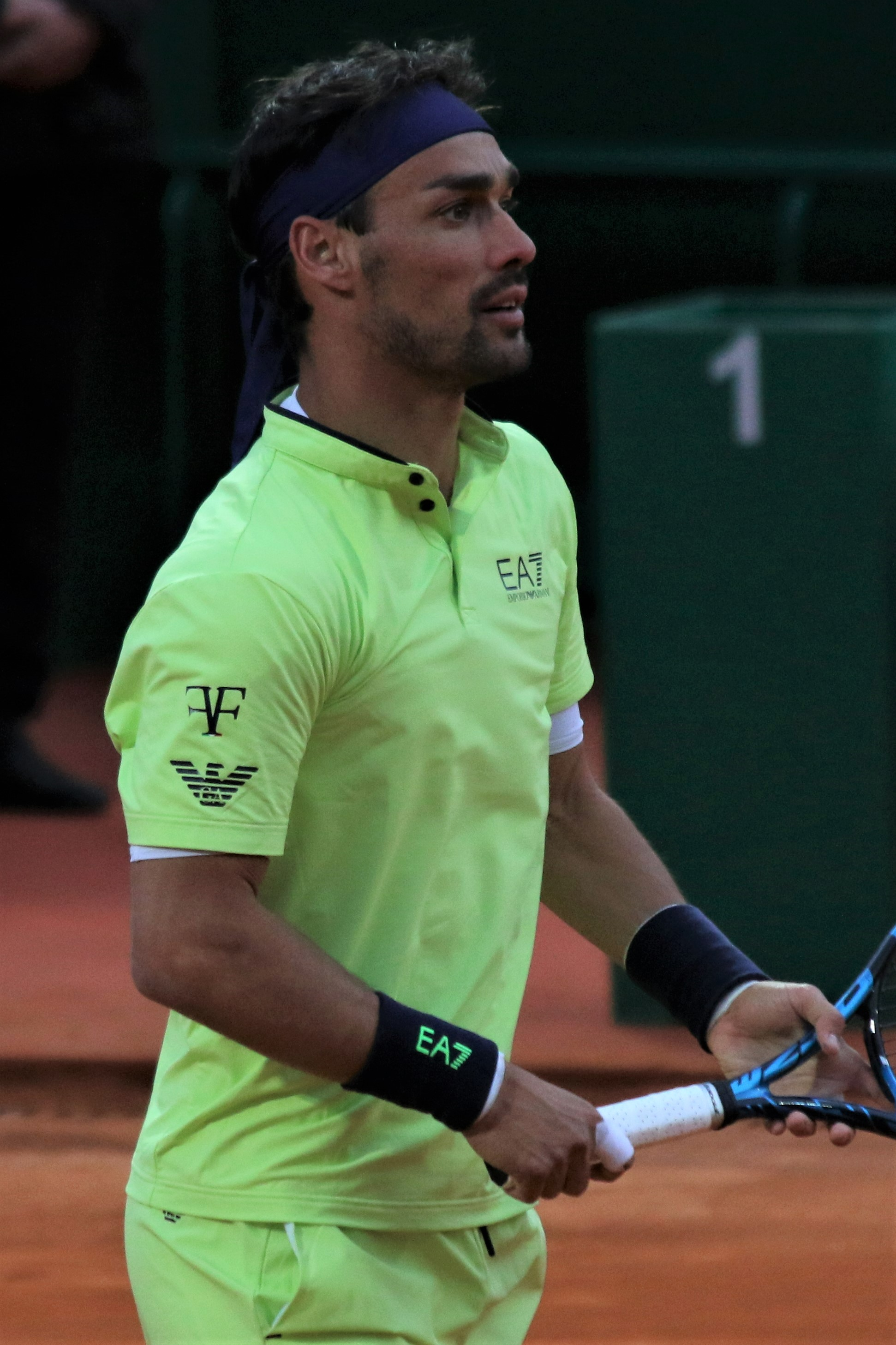
2022年モンテカルロ・マスターズでのファビオ・フォニーニ

セルビア・オープンではベスト4入り。準決勝でアンドレイ・ルブレフに敗れた。BNLイタリア国際では1回戦でドミニク・ティームを6-4, 7-6(5)で破るも、2回戦でヤニック・シナーに2-6, 6-3, 3-6で敗れるも、ダブルスでは2011年ぶりのベスト4入りを果たす。全仏オープンでは1回戦でアレクセイ・ポピリンを6-4, 7-5, 6-4のストレートで破るも、2回戦のボーティック・ファン・デ・ザンスフルプ戦では4-6, 6-7(2), 2-3の時点で怪我のため途中棄権を余儀なくされた。ウィンブルドン選手権では1回戦でタロン・フリークスポールに7-5, 5-7, 3-6, 4-6で初戦敗退。
スウェーデン・オープンではダブルスで準優勝。ハンブルク・オープンでは1回戦でアルヤズ・ベデネを6-3, 3-6, 7-6(5)で破り、イタリア人として初のツアー通算400勝を達成した。クロアチア・オープンでのダブルスで決勝進出。決勝では5-7, 6-6(6)の6本のマッチポイントを握られるも、そこから8本連続でポイントを取り、5-7, 7-6(6), 10-7のフルセットでキャリア史上白熱した試合を制して、同大会のダブルスでは2011年ぶりの優勝を果たして、ダブルスツアー7勝目を挙げた。
全米オープンでは1回戦でアスラン・カラツェフに1-6, 5-7, 6-4, 6-1, 6-4のフルセットの末に勝利し、2018年以来3年ぶりの初戦突破。2回戦では第2シードのラファエル・ナダルと対決して、第1セットを奪うも6-2, 4-6, 2-6, 1-6で敗れた。パリ・マスターズではシングルスで予選でアルトゥール・フィスに、3-3, 6-3, 4-6で敗れたが、本戦出場者に欠場者が出たためラッキールーザーとして本戦入り。奇しくも組み合わせで本戦1回戦でも相まみえることとなり、7-6(5), 6-7(4), 6-2で勝利し、予選でのリベンジを果たした。2回戦ではグリゴール・ディミトロフに0-6, 5-7のストレートで完敗。
デビスカップ2022ではノックアウトステージにおいて、アメリカ合衆国戦でボレッリと組み、トミー・ポール/ジャック・ソック組を6-4, 6-4のストレートで破り、2-1で勝利し、イタリア代表は2014年ぶりの同大会ベスト4進出。準決勝のカナダ戦ではマッテオ・ベレッティーニと組み、フェリックス・オジェ＝アリアシム/バセク・ポシュピシル組に6-7(4), 5-7のストレートで敗れ、シーズン終了。年間最終ランキングはシングルス55位、ダブルス23位。

### 2023年 チャレンジャー7勝目
1月、ASBクラシックでは1回戦でジェンソン・ブルックスビーに7-6(2), 1-6, 3-6で初戦敗退。全豪オープンでは1回戦でタナシ・コキナキスに1-6, 2-6, 2-6のストレートで屈し、ダブルスでは第9シードとしてボレッリと挑むも初戦敗退。大会後の検査の結果、左足の骨折が発覚し、リバビリのために少し休養をとった。
2月、アルゼンチン・オープンでのダブルスで優勝して、ツアーダブルス8勝目を挙げ、復帰を果たした。同月下旬、リオ・オープンでは1回戦でトマス・バリオスに6-2, 6-3のストレートで勝利し、今季シングルス初勝利を挙げた。2回戦では第1シードのカルロス・アルカラスに7-6(5), 2-6, 4-6の第1セットを奪う健闘を見せるも、逆転で敗退となった。
3月、チリ・オープンではトマス・マルティン・エチェベリーに1-6, 6-7(1)に初戦敗退。BNPパリバ・オープンではベン・シェルトンに4-6, 1-6で初戦敗退するも、ダブルスではベスト8進出し、準々決勝ではジャック・ソック/ジョン・イズナー組に2-6, 4-6のストレートで敗れた。マイアミ・オープンではヤン＝レナード・ストルフに4-6, 7-5, 4-6で初戦敗退。
4月、エストリル・オープンではアレッサンドロ・ジャンネッシに6-2, 6-1で勝利する。2回戦ではマルコ・チェッキナートに6-4, 3-6, 3-6に逆転で敗退。

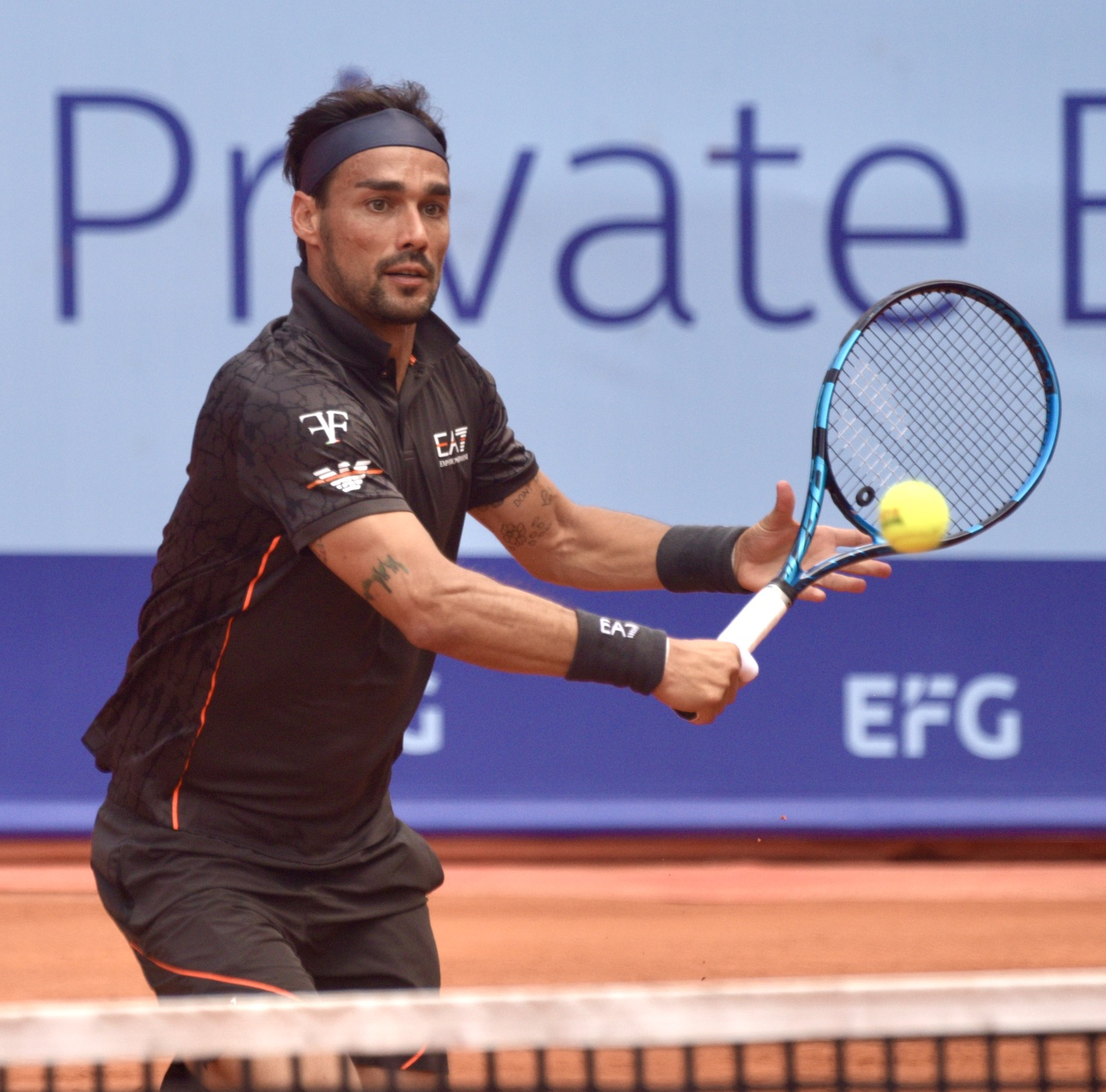
2023年スイス・オープンでのファビオ・フォニーニ

5月、ローマ・マスターズでは1回戦でアンディ・マレーを6-4, 4-6, 6-4で下して、2回戦ではミオミル・キツマノビッチを6-3, 7-6(6)で破り、マスターズ10003回戦進出。3回戦では第7シードのホルガ・ルーネに4-6, 2-6で敗れた。同月下旬、全仏オープンでは1回戦で第10シードのフェリックス・オジェ＝アリアシムを6-4, 6-4, 6-3のストレートで下し、トップ10選手に白星を挙げ、2回戦ではジェイソン・クブラーを6-4, 7-6(5), 6-2のストレートで破り、3回戦ではゼバスティアン・オフナーと対決し、7-5, 3-6, 5-7, 3-1, 4-6のフルセットの末に敗退した。ダブルスでは2回戦敗退。
8月、全米オープンでは予選1回戦でヤクプ・メンシークに6-1, 1-6, 1-6で逆転で敗れた。
9月、エーオン・オープン・チャレンジャーでは決勝でチアゴ・ザイボチ・ヴィウチで敗れ、準優勝。
10月、上海マスターズではタナシ・コキナキスに2-6, 4-6で初戦敗退。
11月、今シーズンはATPチャレンジャーツアーを中心に四大大会の予選などに出場して、徐々にランキングを上げている段階で、ワイルドカードで出場したモゼール・オープンでは1回戦でチアゴ・ザイボチ・ヴィウチを7-6(3), 7-6(9)、2回戦でアレクサンダー・ブブリクを4-6, 7-6(7), 7-6(5)の接戦で下して、約1年半ぶりのツアーベスト8進出。準々決勝では同胞のロレンツォ・ソネゴを6-1, 6-2で快勝してベスト4進出。準決勝ではウゴ・アンベールに2-6, 0-6のストレートで完敗するも、バレンシア・オープンでは決勝で第1シードのロベルト・バウティスタ・アグートを3-6, 7-6(6), 7-6(3)の逆転で破り、チャレンジャー大会で約13年ぶり7度目の優勝を飾った。年間最終ランキングは107位。

### 2024年 チャレンジャー8勝目
BNPパリバ・オープンではワイルドカードで本戦出場。1回戦では世界144位のベルナベ・サパタ・ミラジェスを4-6, 6-2, 6-3のフルセットの逆転で破り、初戦突破を果たすとともに今季ツアー初白星を飾った。2回戦ではセバスティアン・バエスを5-7, 3-6のストレートで敗れた。
ハサン2世グランプリでは予選2試合を制して、1回戦ではユーゴ・ガストンを7-6(1), 1-6, 4-6で下して、2回戦では第1シードのラスロ・ジェレを7-6(1), 2-6, 6-4で破り、ATPツアーベスト8入り。地元BNLイタリア国際ではワイルドカードにより、本戦出場。1回戦ではダニエル・エバンスに6-4, 3-6, 6-2で勝利。2回戦ではテイラー・フリッツに3-6, 4-6のストレートで敗退。全仏オープンでは1回戦でボーティック・ファン・デ・ザンスフルプを6-1, 6-1, 7-5のストレートで破り、2回戦進出。2回戦では第14シードのトミー・ポールに1-6, 0-6, 2-6のストレートで敗退。
マヨルカ選手権ではワイルドカードにより本戦出場。1回戦ではハイス・ブラウワーを6-7(4), 6-7(5)のストレートで下し、2回戦進出。2回戦ではヤクプ・メンシークに6-4, 3-6, 5-7の接戦で敗れた。ウィンブルドン選手権では1回戦でルカ・ヴァン・アッシュに6-1, 6-3, 7-5のストレートで勝利して2021年以来となる3年ぶりに初戦を突破。さらに2回戦で第8シードのキャスパー・ルードを6-4, 7-5, 6-7(1), 6-3で破り、自身7度目となる3回戦進出を果たした。
3回戦ではロベルト・バウティスタ・アグートと雨天による中断を挟む中、6-7(6), 7-5, 6-3, 6-7(1), 4-6のフルセットの末に敗れ、惜しくも初の4回戦進出を果たせなかった。
スイス・オープンではベスト8進出。クロアチア・オープンでも初戦を突破。サンマリノ・オープンではベスト4進出と戦績を重ねてランキングを徐々に上げ、全米オープン本戦にも2年ぶりにストレートイン。しかし、トマーシュ・マハーチに5-7, 1-6, 3-6のストレートで初戦敗退となった。上海マスターズではルチアーノ・ダルデリを4-6, 7-6(5), 4-6の逆転で破り、初戦突破を果たすも、第11シードのポールに1-6, 3-6のストレートで敗れ、2回戦敗退。その後の抗州チャレンジャーではベスト8進出をする。パリ・マスターズでは予選を通過して、2年ぶりに本戦出場するも、アレクサンダー・ブブリクに5-7, 5-7のストレートで初戦敗退。
11月末のモンテマル・チャレンジャー ではワイルドカードを与えられ、第1シードとして出場。決勝でルーカス・ノイマイアーを6-3, 2-6, 6-3のフルセットで破り、通算8度目のチャレンジャー大会優勝を飾った。昨年11月には世界ランキング147位にまで下降してしまっていたが、今季はチャレンジャー大会を中心に好成績を残し、大会後には90位にまで上昇させた。

### 2025年 引退
1月、アデレード国際での予選ではバンジャマン・ボンジ戦で2-3の時点で足を負傷したことで途中棄権を余儀なくされた。さらにこの負傷が尾を引いて、全豪オープンでは本戦1回戦で第10シードのグリゴール・ディミトロフと対戦予定だったが、大会前に欠場を余儀なくされた。
4月、昨年ベスト8進出したハサン2世グランプリではジェイコブ・ファーンリーに3-6, 3-6のストレートで初戦敗退したことでポイントを保持できず、失効したことでトップ100圏外となった。モンテカルロ・マスターズではワイルドカードで本戦出場するも、フランシスコ・セルンドロに0-6, 3-6のストレートで初戦敗退となった。マドリード・オープンでは予選2試合を制して、本戦出場を勝ち取るも、ラスロ・ジェレに2-6, 3-6のストレートで初戦敗退となり、今季ほぼすべての大会で初戦敗退が続いた。
5月7日に自身のSNSを更新して、母国で開催中されるBNLイタリア国際に出場するのは今回が最後であるとして、今季での引退を示唆した。この時点では世界ランキング107位となり、同大会にはワイルドカードにより、本戦出場するも、ジェイコブ・ファーンリーに2-6, 3-6のストレートで敗れて、初戦敗退となった。大会後には「本当に素晴らしい思い出がいっぱいだが、もう終わりだ」とコメントした。
ウィンブルドン選手権では1回戦でワイルドカードにより出場。大会2連覇中かつ第2シードのカルロス・アルカラスと対戦し、4時間37分の死闘の末に5-7, 7-6 (5), 5-7, 6-2, 1-6のフルセットで敗れ、初戦敗退となった。どの大会で引退するかは明言していなかったが、この試合後の会見で「ウィンブルドンに、そしておそらくテニス界に別れを告げるには、これが最高の方法だと思う。今はそう思っている」と語り、これが最後の試合になる可能性を示唆していた。
7月9日、ウィンブルドンの会場で会見を開き、「今日、正式に皆さんにお別れをお伝えしたい。これが最高の別れ方だ」と述べ、正式に今大会での現役引退を表明した。アルカラス戦を振り返り、「カルロス戦の前夜、楽しんで最高のテニスをすると心から願っていた。キャリアの最後の3年間は怪我に苦しんでいた。アスリートとして、大きな怪我をするたびに自分を奮い立たせようとしてきたが、38歳の年齢ではそう簡単にはいかなかった。でも、世界一番美しいテニスコートで、誰もが知っている選手と試合できた。これは最高の決断だったと思う」とコメントし、さらに、BIG4 (テニス) と同じ時代にプレーしたことについて「おそらくこのスポーツ史上最高の時代にプレーすることができた。ロジャー・フェデラー、ラファエル・ナダル、ノバク・ジョコビッチ、アンディ・マリーと対戦してきた。正直に言うと、あの面子がいる中、グランドスラム優勝は不可能だったよ」と笑顔で語り、現役を引退した。

## プレースタイル
クレーコートを得意としており、クレーでのタイトルがほとんどで、全仏オープンでもベスト8入り、モンテカルロ・マスターズでも優勝しており、生粋のクレーコーターである。ハードコートでも全豪オープンと全米オープンで4回戦進出(ベスト16)と安定した戦績を残している。芝コートは苦手としており、芝でのタイトルはなく、ウィンブルドン選手権での最高成績は3回戦進出となっている。

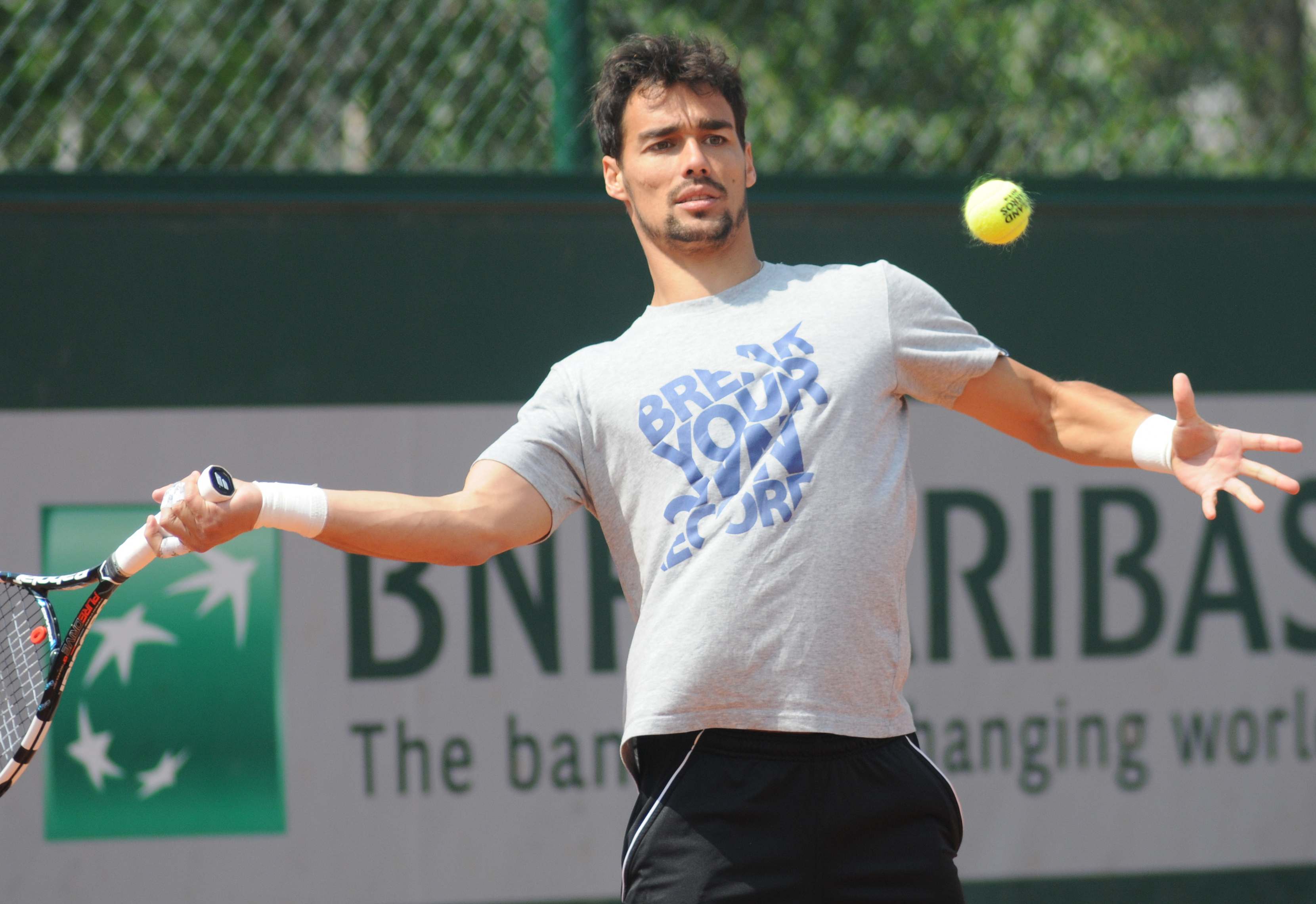
ファビオ・フォニーニのフォアハンド

フォアハンドはゆったりとした軽いテイクバックから早いテンポでコートに突き刺さるようなクリーンなグラウンドストロークを叩き込む。バックハンドは安定感と威力があり、強打でのダウンザラインを得意とする。タッチの巧みさにも定評があり、これを生かしたドロップショットやボレーも上手い。動きも俊敏で、守備範囲も広い。リズムに乗るとラファエル・ナダルを下すほどの爆発力を発揮する。

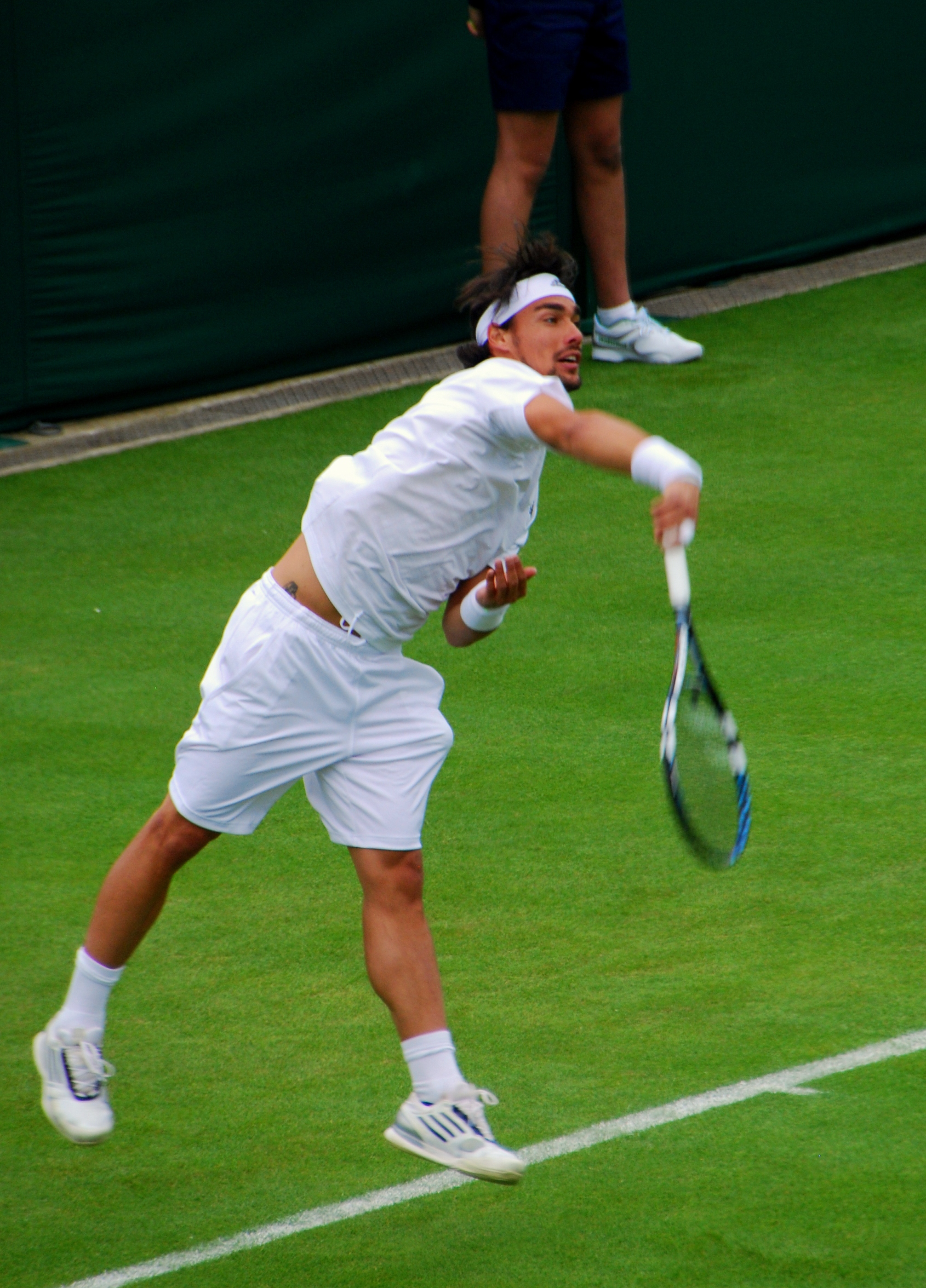
ファビオ・フォニーニのサーブ

サーブは身長が178cmとテニス選手ではあまり高い方ではないが、時速130マイル（約209km/h）ものスピードを放つことができる。フォニーニはフットフォルトが多いことことでも知られている。
シングルスでは32歳で世界ランキング9位を記録するなど最年長記録を更新した。シングルスだけではなく、ダブルスでも7位を記録しており、2015年全豪オープンでも同胞のシモーネ・ボレッリと組んで優勝した。ダブルスでも好戦績を残している。

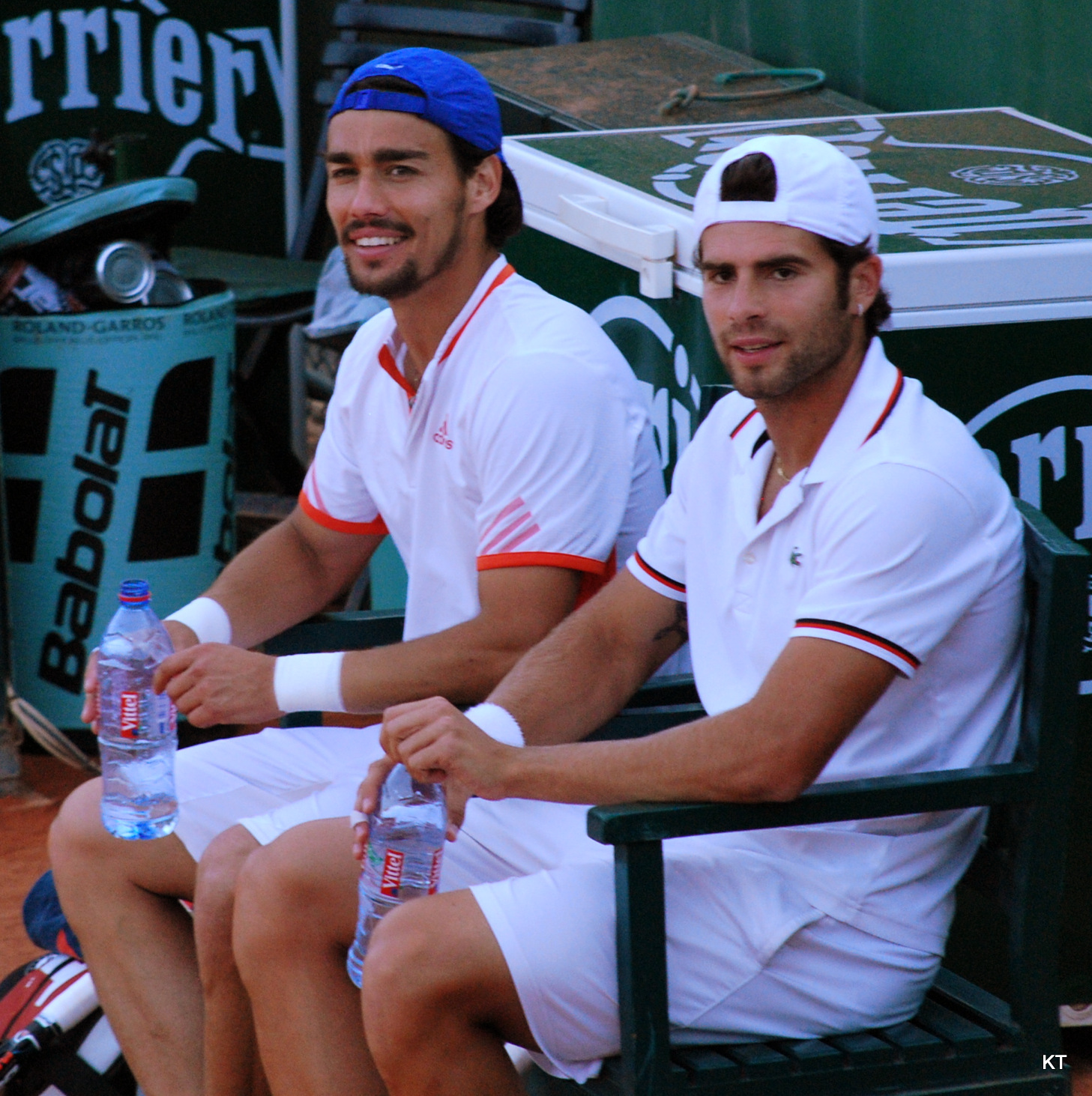
ファビオ・フォニーニとシモーネ・ボレッリ（2012年）

一方、2008年1月の時点で当時のコーチオスカー・セラーノは、「試合中に突然集中力が途切れることが頻繁にあり、それによりサービスショットの精度が安定しなくなるという欠点を持つ他、試合中に自制心を失い自己中心的なプレーに走った事による自滅も多い」とフォニーニを分析しており、これらの欠点を克服することが更なるレベル向上の鍵となっている。試合中の暴言など非紳士的言動も多く、2017年の全米オープンで受けた処分により、キャリアで支払った罰金の合計額が25万ドルを突破した。

## 私生活・人物
呑気なイタリア人と言われている。ユーモアもあり、いつも冗談ばかり言って周囲を笑わせる。2010年から母国イタリアを率先しており、長年イタリアを支えてきた。
2014年からイタリア人の元女子プロテニス選手で、2015年全米オープン女子シングルス覇者のフラビア・ペンネッタと交際を始めた。2015年に婚約し、2016年6月16日に結婚した。2017年には第一子が誕生した。
フォニーニは母国語のイタリア語だけではなく、英語、スペイン語、フランス語を話すことができる。

## スポンサー・使用ツール

### ラケット
ラケットはバボラ製品をずっと使用しており、ピュアドライブ使用である。ストリングはバボラRPMブラスト130。テンションは縦60ibs、横55ibsとされているが確かではない。振動止めとグリップテープもラケット同様バボラのものである。フォニーニはグリップバンドをシルバーシールが見えるように、シールの真上に装着しているのが特徴である。

### シューズ
シューズはプロ転向前後はウェアと同じFILAのシューズを着用していた。それからアディダスを使用していた。2016年11月からウェアが変更したため、アシックスやNIKEなどを使用していた。それからラケットがバボラだったので、2018年からはシューズはバボラジェットシリーズを使っていた。2019年からは再びアシックスやナイキのものを使用していた。2021年にフォニーニが自身のSNSでK・SWISSのテニスシューズを使用している投稿とK・SWISSのシューズと契約を結んだことを発信しており、現在ではK・SWISSのテニスシューズを使用している。

### ウェア
ウェアはプロになる前からFILAを着用しており、プロ転向後も数年はFILAのウェアを着用していた。その後はアディダスと契約を結び、アディダスのウェアを着用。2016年11月からイタリアの高級スポーツブランドであるハイドロゲンのウェアを着用。2019年からは高級ファッションブランドであるアルマーニの兄弟ブランドであるエンポリオ・アルマーニと契約を結んだ。

## 主要大会決勝

### マスターズ1000決勝

#### シングルス:1 (タイトル1回）
| 結果 | 年     | 大会         | サーフェス | 対戦相手               | スコア   |
| ---- | ------ | ------------ | ---------- | ---------------------- | -------- |
| 優勝 | 2019年 | モンテカルロ | クレー     | ドゥシャン・ラヨビッチ | 6-3, 6-4 |

## ATPツアー決勝進出結果

### シングルス: 19回 (9勝10敗)
| 大会グレード                    |
| グランドスラム (0–0)            |
| ATPファイナルズ (0–0)           |
| ATPツアー・マスターズ1000 (1–0) |
| ATPツアー500 (1–2)              |
| ATPツアー250 (7–8)              |

| サーフェス別タイトル |
| ハード (1–4)         |
| クレー (8–6)         |
| 芝 (0–0)             |
| カーペット (0–0)     |

| 結果   | No. | 決勝日         | 大会                 | サーフェス    | 対戦相手                         | スコア              |
| ------ | --- | -------------- | -------------------- | ------------- | -------------------------------- | ------------------- |
| 準優勝 | 1.  | 2012年4月29日  | ブカレスト           | クレー        | ジル・シモン                     | 4-6, 3-6            |
| 準優勝 | 2.  | 2012年9月23日  | サンクトペテルブルク | ハード (室内) | マルティン・クリザン             | 2-6, 3-6            |
| 優勝   | 1.  | 2013年7月14日  | シュトゥットガルト   | クレー        | フィリップ・コールシュライバー   | 5-7, 6-4, 6-4       |
| 優勝   | 2.  | 2013年7月21日  | ハンブルク           | クレー        | フェデリコ・デルボニス           | 4-6, 7-6(10-8), 6-2 |
| 準優勝 | 3.  | 2013年7月28日  | ウマグ               | クレー        | トミー・ロブレド                 | 0-6, 3-6            |
| 優勝   | 3.  | 2014年2月9日   | ビニャ・デル・マール | クレー        | レオナルド・マイエル             | 6-4, 6-2            |
| 準優勝 | 4.  | 2014年2月23日  | ブエノスアイレス     | クレー        | ダビド・フェレール               | 4-6, 3-6            |
| 準優勝 | 5.  | 2014年5月4日   | ミュンヘン           | クレー        | マルティン・クリザン             | 6-2, 1-6, 2-6       |
| 準優勝 | 6.  | 2015年2月16日  | リオデジャネイロ     | クレー        | ダビド・フェレール               | 2-6, 3-6            |
| 準優勝 | 7.  | 2015年8月2日   | ハンブルク           | クレー        | ラファエル・ナダル               | 5-7, 5-7            |
| 優勝   | 4.  | 2016年7月24日  | ウマグ               | クレー        | アンドレイ・マルティン           | 6-4, 6-1            |
| 準優勝 | 8.  | 2016年10月23日 | モスクワ             | ハード (室内) | パブロ・カレーニョ・ブスタ       | 6-4, 3-6, 2-6       |
| 優勝   | 5.  | 2017年7月30日  | グシュタード         | クレー        | ヤニック・ハンフマン             | 6-4, 7-5            |
| 準優勝 | 9.  | 2017年9月24日  | サンクトペテルブルク | ハード (室内) | ダミル・ジュムール               | 6-3, 4-6, 2-6       |
| 優勝   | 6.  | 2018年3月4日   | サンパウロ           | クレー        | ニコラス・ジェリー               | 1-6, 6-1, 6-4       |
| 優勝   | 7.  | 2018年7月22日  | ボースタード         | クレー        | リシャール・ガスケ               | 6-3, 3-6, 6-1       |
| 優勝   | 8.  | 2018年8月4日   | ロス・カボス         | ハード        | フアン・マルティン・デル・ポトロ | 6-4, 6-2            |
| 準優勝 | 10. | 2018年9月30日  | 成都                 | ハード        | バーナード・トミック             | 1-6, 6-3, 6-7(7-9)  |
| 優勝   | 9.  | 2019年4月21日  | モンテカルロ         | クレー        | ドゥシャン・ラヨビッチ           | 6-3, 6-4            |

### ダブルス: 20回 (8勝12敗)
| 結果   | No. | 決勝日         | 大会                   | サーフェス    | パートナー               | 対戦相手                                        | スコア                |
| ------ | --- | -------------- | ---------------------- | ------------- | ------------------------ | ----------------------------------------------- | --------------------- |
| 準優勝 | 1.  | 2008年7月14日  | ウマグ                 | クレー        | カルロス・ベルロク       | ミハル・メルティナク ペトル・パラ               | 6-2, 3-6, [5-10]      |
| 準優勝 | 2.  | 2010年2月27日  | アカプルコ             | クレー        | ポティート・スタラーチェ | ルカシュ・クボット オリバー・マラチ             | 0-6, 0-6              |
| 優勝   | 1.  | 2011年7月30日  | ウマグ                 | クレー        | シモーネ・ボレッリ       | マリン・チリッチ ロブロ・ゾブコ                 | 6-3, 5-7, [10-7]      |
| 準優勝 | 3.  | 2012年4月14日  | カサブランカ           | クレー        | ダニエレ・ブラッチャーリ | ダスティン・ブラウン ポール・ハンリー           | 5-7, 3-6              |
| 優勝   | 2.  | 2013年2月24日  | ブエノスアイレス       | クレー        | シモーネ・ボレッリ       | ニコラス・モンロー シモン・スタドラー           | 6-3, 6-2              |
| 準優勝 | 4.  | 2013年3月2日   | アカプルコ             | クレー        | シモーネ・ボレッリ       | ルカシュ・クボット ダビド・マレーロ             | 5-7, 2-6              |
| 準優勝 | 5.  | 2013年10月6日  | 北京                   | ハード        | アンドレアス・セッピ     | マックス・ミルヌイ ホリア・テカウ               | 4-6, 2-6              |
| 優勝   | 3.  | 2015年1月31日  | 全豪オープン           | ハード        | シモーネ・ボレッリ       | ピエール＝ユーグ・エルベール ニコラ・マユ       | 6-4, 6-4              |
| 準優勝 | 6.  | 2015年3月22日  | インディアンウェルズ   | ハード        | シモーネ・ボレッリ       | ジャック・ソック バセク・ポスピシル             | 4-6, 7-6(7-3), [7-10] |
| 準優勝 | 7.  | 2015年4月19日  | モンテカルロ           | クレー        | シモーネ・ボレッリ       | ボブ・ブライアン マイク・ブライアン             | 6-7(3-7), 1-6         |
| 準優勝 | 8.  | 2015年10月18日 | 上海                   | ハード        | シモーネ・ボレッリ       | マルセロ・メロ レイベン・クラーセン             | 3-6, 3-6              |
| 優勝   | 4.  | 2016年10月2日  | 深圳                   | ハード        | ロベルト・リンドステット | オリバー・マラチ ファブリス・マルタン           | 7-6(7-4), 6-3         |
| 準優勝 | 9.  | 2018年7月22日  | ボースタード           | クレー        | シモーネ・ボレッリ       | フリオ・ペラルタ オラシオ・セバジョス           | 3-6, 4-6              |
| 優勝   | 5.  | 2018年9月23日  | サンクトペテルブルク   | ハード (室内) | マッテオ・ベレッティーニ | ロマン・イェバヴィ マトヴェ・ミデルクープ       | 7-6(8-6), 7-6(7-4)    |
| 準優勝 | 10. | 2022年1月22日  | シドニー国際           | ハード        | シモーネ・ボレッリ       | ジョン・ピアース フリップ・ポラセック           | 5-7, 5-7              |
| 準優勝 | 11. | 2022年2月18日  | ブエノスアイレス       | クレー        | オラシオ・セバジョス     | サンティアゴ・ゴンサレス アンドレス・モルテーニ | 1-6, 1-6              |
| 優勝   | 6.  | 2022年2月20日  | リオ・オープン         | クレー        | シモーネ・ボレッリ       | ジェイミー・マリー ブルーノ・ソアレス           | 7-5, 6-7(2-7), [10-6] |
| 準優勝 | 12. | 2022年7月17日  | スウェーデン・オープン | クレー        | シモーネ・ボレッリ       | ダビド・ベガ・エルナンデス ラファエル・マトス   | 4-6, 6-3, [11-13]     |
| 優勝   | 7.  | 2022年7月30日  | ウマグ                 | クレー        | シモーネ・ボレッリ       | ロイド・グラスプール ハリ・ヘリオヴァーラ       | 5-7, 7-6(8-6), [10-7] |
| 優勝   | 8.  | 2023年2月19日  | ブエノスアイレス       | クレー        | シモーネ・ボレッリ       | ニコラス・バリエントス アリエル・ビハル         | 6-2, 6-4              |

## シングルス成績
略語の説明
| W | F | SF | QF | #R | RR | Q# | LQ | A | Z# | PO | G | S | B | NMS | P | NH |

W=優勝, F=準優勝, SF=ベスト4, QF=ベスト8, #R=#回戦敗退, RR=ラウンドロビン敗退, Q#=予選#回戦敗退, LQ=予選敗退, A=大会不参加, Z#=デビスカップ/BJKカップ地域ゾーン, PO=デビスカップ/BJKカッププレーオフ, G=オリンピック金メダル, S=オリンピック銀メダル, B=オリンピック銅メダル, NMS=マスターズシリーズから降格, P=開催延期, NH=開催なし.

### 4大大会
| 大会           | 2006 | 2007 | 2008 | 2009 | 2010 | 2011 | 2012 | 2013 | 2014 | 2015 | 2016 | 2017 | 2018 | 2019 | 2020 | 2021 | 2022 | 2023 | 2024 | 2025 | 通算成績 |
| -------------- | ---- | ---- | ---- | ---- | ---- | ---- | ---- | ---- | ---- | ---- | ---- | ---- | ---- | ---- | ---- | ---- | ---- | ---- | ---- | ---- | -------- |
| 全豪オープン   | A    | Q1   | 1R   | 2R   | 1R   | 1R   | 1R   | 1R   | 4R   | 1R   | 1R   | 2R   | 4R   | 3R   | 4R   | 4R   | 1R   | 1R   | A    | A    | 16–16    |
| 全仏オープン   | A    | 1R   | A    | 1R   | 3R   | QF   | 3R   | 3R   | 3R   | 2R   | 1R   | 3R   | 4R   | 4R   | 1R   | 3R   | 2R   | 3R   | 2R   | Q1   | 27–16    |
| ウィンブルドン | A    | A    | 1R   | 2R   | 3R   | A    | 2R   | 1R   | 3R   | 2R   | 2R   | 3R   | 3R   | 3R   | NH   | 3R   | 1R   | A    | 3R   | 1R   | 18–15    |
| 全米オープン   | A    | Q3   | 1R   | 1R   | 1R   | 2R   | 3R   | 1R   | 2R   | 4R   | 2R   | 1R   | 2R   | 1R   | A    | 1R   | 2R   | Q1   | 1R   | A    | 10–15    |

※: 2011年全仏準々決勝の不戦敗は通算成績に含まない

### 大会最高成績
| 大会                 | 成績 | 年         |
| -------------------- | ---- | ---------- |
| ATPファイナルズ      | A    | 出場なし   |
| インディアンウェルズ | 4R   | 2014       |
| マイアミ             | SF   | 2017       |
| モンテカルロ         | W    | 2019       |
| マドリード           | 3R   | 2019       |
| ローマ               | QF   | 2018       |
| カナダ               | QF   | 2019       |
| シンシナティ         | QF   | 2014       |
| 上海                 | QF   | 2019       |
| パリ                 | 3R   | 2018       |
| オリンピック         | 3R   | 2016, 2021 |
| デビスカップ         | SF   | 2014, 2022 |
| ATPカップ            | F    | 2021       |

## ダブルス成績
略語の説明
| W | F | SF | QF | #R | RR | Q# | LQ | A | Z# | PO | G | S | B | NMS | P | NH |

W=優勝, F=準優勝, SF=ベスト4, QF=ベスト8, #R=#回戦敗退, RR=ラウンドロビン敗退, Q#=予選#回戦敗退, LQ=予選敗退, A=大会不参加, Z#=デビスカップ/BJKカップ地域ゾーン, PO=デビスカップ/BJKカッププレーオフ, G=オリンピック金メダル, S=オリンピック銀メダル, B=オリンピック銅メダル, NMS=マスターズシリーズから降格, P=開催延期, NH=開催なし.

### 4大大会ダブルス
| 大会           | 2008 | 2009 | 2010 | 2011 | 2012 | 2013 | 2014 | 2015 | 2016 | 2017 | 2018 | 2019 | 2020 | 2021 | 2022 | 2023 | 2024 | 2025 | 通算成績 |
| -------------- | ---- | ---- | ---- | ---- | ---- | ---- | ---- | ---- | ---- | ---- | ---- | ---- | ---- | ---- | ---- | ---- | ---- | ---- | -------- |
| 全豪オープン   | 2R   | 2R   | 2R   | 1R   | 2R   | SF   | 2R   | W    | 2R   | 1R   | 2R   | A    | A    | A    | QF   | 1R   | A    | A    | 20–12    |
| 全仏オープン   | A    | 2R   | 1R   | 2R   | 1R   | 1R   | 2R   | SF   | 1R   | 1R   | 1R   | A    | A    | A    | A    | 2R   | A    | A    | 8–11     |
| ウィンブルドン | A    | 1R   | 1R   | A    | 1R   | 1R   | 2R   | 1R   | 1R   | 1R   | A    | A    | NH   | A    | A    | A    | A    | A    | 1–8      |
| 全米オープン   | 1R   | 1R   | A    | SF   | 1R   | 2R   | 1R   | 1R   | 2R   | 3R   | 2R   | A    | A    | A    | 3R   | A    | A    | A    | 11–10    |

### 大会最高成績
| 大会                 | 成績 | 年                     |
| -------------------- | ---- | ---------------------- |
| ATPファイナルズ      | RR   | 2015                   |
| インディアンウェルズ | F    | 2015                   |
| マイアミ             | SF   | 2022                   |
| モンテカルロ         | F    | 2015                   |
| マドリード           | 2R   | 2017, 2018             |
| ローマ               | SF   | 2011, 2022             |
| カナダ               | 2R   | 2012, 2014, 2015, 2022 |
| シンシナティ         | SF   | 2021                   |
| 上海                 | F    | 2015                   |
| パリ                 | 2R   | 2013, 2022             |
| オリンピック         | QF   | 2016                   |
| デビスカップ         | SF   | 2014, 2022             |
| ATPカップ            | F    | 2021                   |